# J. R. R. Tolkien
John Ronald Reuel Tolkien CBE (pronúncia: /ˈtɒlkiːn/; Bloemfontein, 3 de gener de 1892 - Bournemouth, 2 de setembre de 1973), més conegut com a J. R. R. Tolkien, va ser un escriptor, poeta, filòleg i professor universitari anglès, principalment conegut per ser l'autor de les obres d'alta fantasia El hòbbit, El Senyor dels Anells i El Silmaríl·lion.
Va ser professor titular d'anglosaxó i catedràtic del Pembroke College entre 1925 i 1945, i posteriorment professor d'anglès i catedràtic del Merton College, entre 1945 i 1959. Durant un temps fou molt amic de C. S. Lewis, essent tots dos membres d'un grup informal de discussió literària conegut com els Inklings. Tolkien va ser nomenat comandant de l'Orde de l'Imperi Britànic per la reina Elisabet II el 28 de març de 1972.
Després de la seva mort, el seu fill Christopher va publicar un seguit d'obres basades en les notes extenses i diversos manuscrits sense publicar del seu pare, entre les quals destaca El Silmaríl·lion. Aquestes, juntament amb El hòbbit i El Senyor dels Anells, formen un cos connectat de contes, poemes, històries, llengües inventades i assaigs literaris sobre un món fictici anomenat Arda, dins del qual es troba la Terra Mitjana. Entre el 1951 i el 1955 Tolkien va aplicar el concepte legendarium (llegendari, en català) per referir-se a bona part d'aquests escrits.
Tot i que molts autors havien publicat obres de fantasia abans que Tolkien, el gran èxit d'El hòbbit i El Senyor dels Anells van comportar un ressorgiment popular d'aquest gènere. Aquest fet ha conduït a la identificació popular de Tolkien com el "pare" de la literatura fantàstica moderna o, més concretament, de la coneguda com a alta fantasia. El 2008 The Times va situar l'escriptor anglès en sisena posició del seu llistat dels 50 escriptors britànics més importants des del 1945. Forbes, a més, el va situar en cinquena posició en el seu llistat d'ingressos de les "celebritats mortes", l'any 2009.

## Biografia

### Orígens familiars
Els antecessors per via paterna de Tolkien havien estat artesans de classe mitjana que produïen rellotges i pianos, tant a Londres com a Birmingham. La família Tolkien havia emigrat des d'Alemanya durant el segle xviii, però havien esdevingut "ràpidament i intensament anglesos". Segons la tradició familiar, els Tolkien havien arribat a Anglaterra el 1756 com a refugiats de la invasió de l'electorat de Saxònia per part de Frederic el Gran, en el marc de la Guerra dels Set Anys. Actualment hi ha diverses famílies amb el cognom Tolkien, o amb una transcripció similar, que viuen al nord-oest d'Alemanya, principalment a Baixa Saxònia i Hamburg.
Tolkien creia que el seu cognom derivava de la paraula alemanya tollkühn, que vol dir "temerari", utilitzant aquest fet per caricaturitzar-se a si mateix a The Notion Club Papers, on apareix un personatge anomenat Rashbold. No obstant, l'origen del nom no ha estat demostrat. Un escriptor alemany va suggerir que el nom, més aviat, deriva del poble de Tolkynen, prop de Rastenburg, a la Prússia Oriental (actualment Polònia, amb el nom de Tołkiny). Tot i que el poble es troba molt allunyat de la Baixa Saxònia, el seu nom deriva de l'extinta llengua prussiana.

### Infantesa

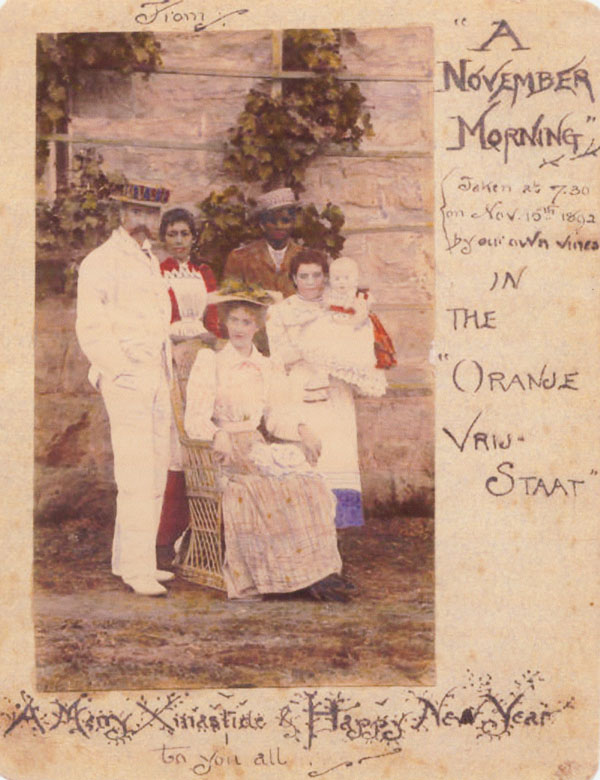
Felicitació del Nadal de 1892 amb una fotografia acolorida de la família Tolkien a Bloemfontein, enviada als familiars de Birmingham (Anglaterra).

John Ronald Reuel Tolkien va néixer el 3 de gener de 1892 a Bloemfontein, aleshores part de l'Estat Lliure d'Orange (actualment la província Estat Lliure de Sud-àfrica), essent fill d'Arthur Reuel Tolkien (1857–1896), un director de banc anglès, i la seva esposa Mabel, nascuda a Suffield (1870–1904). La parella va abandonar Anglaterra quan Arthur va ser ascendit a cap de l'oficina de Bloemfontein del banc britànic on treballava. Tolkien va tenir un germà petit, Hilary Arthur Reuel, que va néixer el 17 de febrer de 1894.
De petit va patir la mossegada d'una gran aranya mico al jardí, esdeveniment que alguns creuen que, posteriorment, seria representat a les seves històries, tot i que el mateix Tolkien va admetre no tenir cap record de l'incident, i que no tenia cap odi especial per les aranyes en la seva vida adulta. En un altre incident, un jove servent de la família, que considerava que Tolkien era un nadó molt bonic, es va endur l'infant al seu kraal per mostrar-lo a la família; el matí següent el va retornar als seus pares.
Quan tenia tres anys, Tolkien va marxar amb la seva mare i el seu germà a Anglaterra. El viatge pretenia ser una visita de llarga durada. El seu pare, no obstant, va morir a Sud-àfrica de febre reumàtica abans que pogués tornar amb ells. Això va deixar la família sense ingressos, motiu pel qual la seva mare se'ls va endur a casa dels seus pares, a Kings Heath, Birmingham. Poc després, el 1896, la família es va traslladar a Sarehole (actualment Hall Green), aleshores un poblet de Worcestershire, i que més tard seria integrat a Birmingham. Allí el petit Tolkien gaudia explorant Sarehole Mill i Moseley Bog, a més dels turons de Clent, Lickey i Malvern, els quals inspirarien posteriorment escenes dels seus llibres, així com els pobles i vil·les dels voltants, com Bromsgrove, Alcester o Alvechurch, o indrets concrets com la granja de la seva tieta Jane, a Bag End, el nom del qual va utilitzar en les seves ficcions.

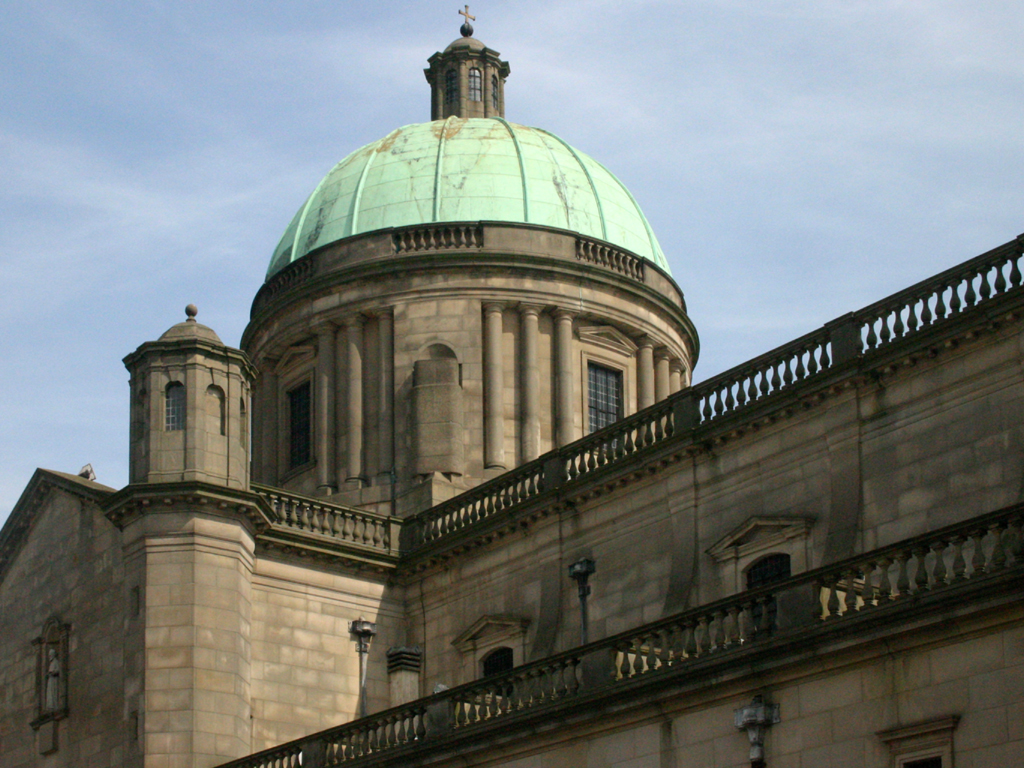
Birmingham Oratory, indret on Tolkien fou feligrès i noi de l'altar (1902–1911)

Mabel Tolkien va escolaritzar els seus dos fills a casa. Ronald, com era conegut per la família, era un bon alumne. La mare li va ensenyar botànica, creant en el seu fill l'interès per la visió de les plantes. Al petit Tolkien li agradava dibuixar paisatges i arbres, però les seves lliçons preferides eren aquelles que tenien relació amb les llengües, ensenyant-li la seva mare les bases del llatí de molt jove.
Tolkien sabia llegir a l'edat de quatre anys, i va començar a escriure de manera fluïda poc després. La seva mare li deixava llegir molts llibres. No li agradaven ni L'illa del tresor ni El flautista d'Hamelín, i pensava que Alícia en terra de meravelles de Lewis Carroll era "divertida però inquietant". Li agradaven les històries sobre "pellroges" (amerindis), així com les obres de fantasia de George MacDonald. A més, els "Contes de fades" d'Andrew Lang van ser particularment importants per ell, i la seva influència es fa patent en algunes de les seves obres posteriors.

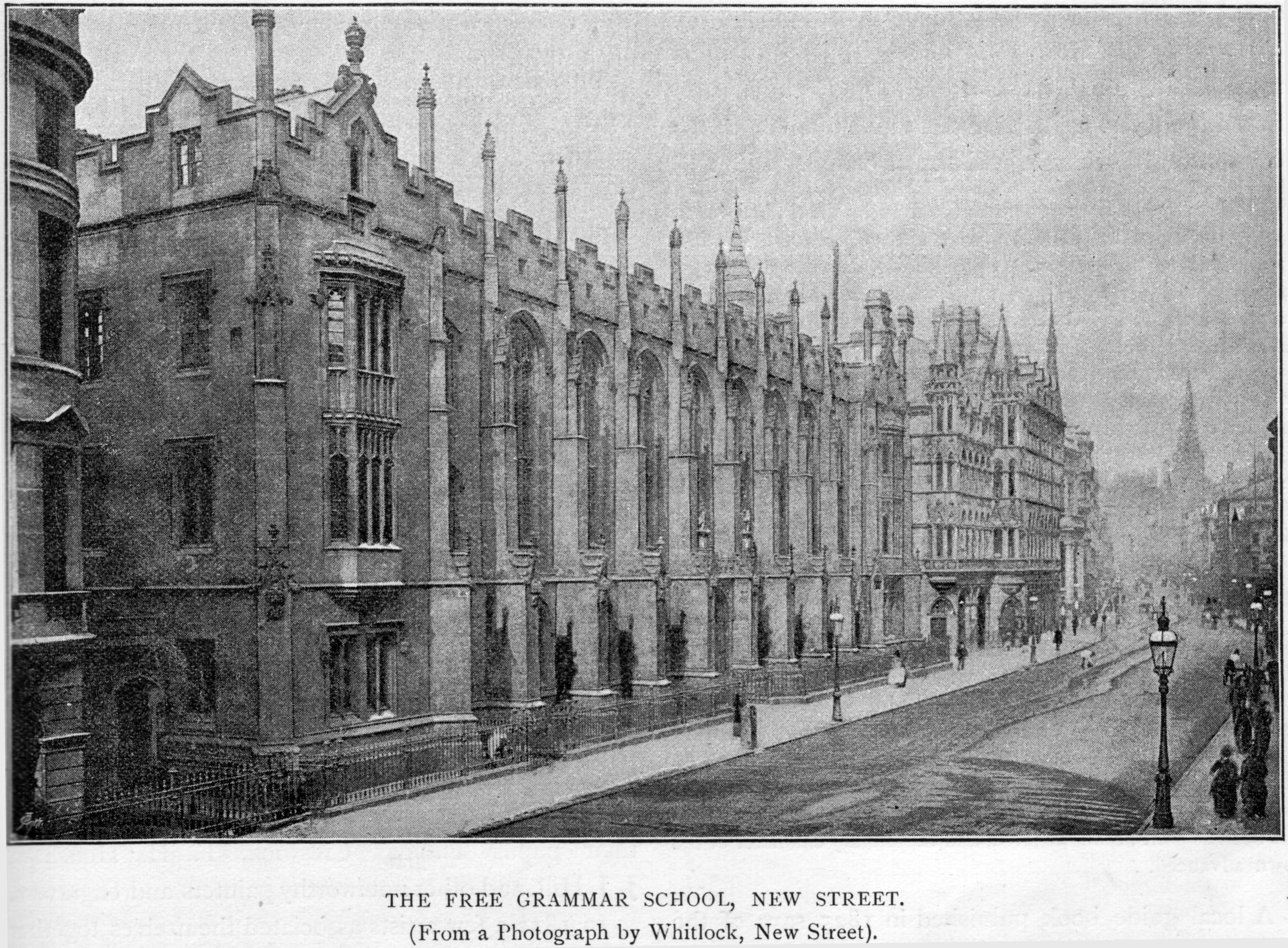
La King Edward's School de Birmingham, on Tolkien va estudiar durant 1900–1902 i 1903–1911.

Mabel Tolkien va ser batejada a l'església catòlica romana el 1900, tot i les protestes vehements de la seva família baptista, que va deixar d'ajudar-la econòmicament a partir d'aleshores. El 1904, quan J.R.R. Tolkien en tenia 12, la seva mare va morir de cetoacidosi diabètica al Fern Cottage de Rednal, on estava de lloguer. Mabel va morir amb 34 anys, l'edat mitjana més avançada que una persona podia assolir si tenia diabetis mellitus de tipus 1 i no rebia cap tractament, ja que la insulina no seria descoberta fins dues dècades més tard. Nou anys després de la seva mort, Tolkien va escriure que "la meva pròpia i estimada mare va ser una màrtir, de fet, i no és a tothom que Déu disposa un camí tan fàcil cap als seus regals com va fer amb Hilary i amb mi mateix, com és donar-nos una mare que es va suïcidar amb treball i amb dificultats per assegurar-se que manteníem la fe."
Abans de morir, Mabel Tolkien havia assignat la potestat dels seus fills a un amic molt proper, Fr. Francis Xavier Morgan del Birmingham Oratory, a qui va demanar que els eduqués com a bons catòlics. En una carta de 1965 al seu fill Michael, Tolkien recordava la influència de l'home a qui sempre va anomenar «Pare Francis»: «Era un Tory de classe alta gal·lès-espanyol, i a alguns els semblava que només era un vell xafarder. Ho era i no ho era. Vaig aprendre sobre la caritat i el perdó per primera vegada gràcies a ell; i aquesta llum va traspassar fins i tot la foscor 'liberal' de la qual jo venia, ja que sabia més sobre la Bloody Mary' [Maria I d'Anglaterra] que sobre la Mare de Déu, que només s'esmentava com a un objecte de culte malvat dels catòlics».
Després de la mort de la seva mare, Tolkien va créixer a l'àrea d'Edgbaston, a Birmingham, assistint a la King Edward's School primer, i a la St. Philip's School després. El 1903 va aconseguir una beca i va tornar a estudiar al King Edward's. Mentre estudiava allà, Tolkien va ser un dels cadets del Cos d'Entrenament d'Oficials que va ajudar a formar la línia de ruta de la desfilada de coronació, el 1910, del rei Jordi V. Juntament amb d'altres cadets del King Edward's, Tolkien va ser situat als afores de les portes del Palau de Buckingham.
A Edgbaston, Tolkien vivia a l'ombra de Perrott's Folly i de la torre victoriana d'Edgbaston Waterworks, les quals podrien haver influenciat les imatges de les torres negres dels seus llibres. Una altra influència important van ser les pintures medievalistes romàntiques d'Edward Burne-Jones i el prerafaelitisme, ja que al Birmingham Museum and Art Gallery hi havia una gran col·lecció d'obres que es podia visitar de franc.

### Joventut
Quan Tolkien va entrar a la seva primera dècada de vida, va tenir el seu primer contacte amb una llengua inventada, l'animàlic, inventat per les seves cosines Mary i Marjorie Incledon. En aquell moment ell estudiava llatí i anglosaxó. L'interès en l'animàlic aviat va desaparèixer, però Mary i uns altres, inclòs el mateix Tolkien, van inventar un llenguatge nou més complex, el nevbosh. Posteriorment construiria el naffarin, que ja seria de la seva pròpia creació.
El 1911, mentre encara es trobaven a la King Edard's School, Tolkien i tres amics, Rob Gilson, Geoffrey Bache Smith i Christopher Wiseman, formarien una societat semi-clandestina anomenada T.C.B.S. Les inicials provenien de Tea Club and Barrovian Society (Club de Te i Societat Barroviana), en al·lusió al seu passatemps, consistent en beure te als magatzems Barrow, propers a l'escola i, secretament, a la biblioteca de l'escola. Després de deixar l'escola, els membres d'aquesta societat van mantenir el contacte i, el desembre de 1914, van celebrar un "concili" a Londres, a casa de Wiseman. Arran de la reunió Tolkien va dedicar-se intensament a escriure poesia.
El 1911 Tolkien va passar les vacances d'estiu a Suïssa, viatge que va explicar detalladament en una carta el 1968, esmentant que el viatge de Bilbo a través de les Muntanyes Boiroses ("incloent l'esllavissada de pedres lliscant cap als boscos de pins") estava directament basat en les seves aventures a peu entre Interlaken i Lauterbrunnen, així com de l'acampada a la morrena prop de Mürren. Cinquanta-set anys més tard Tolkien recordaria la seva pena a l'abandonar la visió de les neus perpètues de la Jungfrau i el Silberhorn ("el Silvertine [Celebdil] dels meus somnis"). Amb els seus companys de viatge van viatjar a través del Kleine Scheidegg cap a Grindelwald, i a través del Grosse Scheidegg cap a Meiringen. Van seguir pel pas de Grimsel, a través de l'alt Valais fins a Brig, i des d'allí, a través de la Glacera d'Aletsch cap a Zermatt.
L'octubre d'aquell mateix any Tolkien va començar a estudiar a l'Exeter College d'Oxford. Inicialment va estudiar Clàssics, però el 1913 es va passar a llengua i literatura anglesa, graduant-se el 1915 amb honors de primera classe en les seves darreres notes.

### Parella i matrimoni
A l'edat de 16 anys, J.R.R. Tolkien va conèixer Edith Mary Bratt, que era tres anys més gran, quan ell i el seu germà Hilary van traslladar-se a la pensió on ella vivia, a Duchess Road, Edgbaston. Segons Humphrey Carpenter;
| « | Edith i Ronald van començar a freqüentar les teteries de Birmingham, especialment una que disposava d'un balconet per sobre del carrer. Allí s'hi asseien i llançaven terrossos de sucre als barrets dels vianants, movent-se a la taula del costat quan el recipient del sucre estava buit. ... Amb dues persones amb la seva personalitat i la seva posició, l'amor havia de sorgir. Tots dos eren orfes amb necessitats d'afecte, i van descobrir que podien donar-se'l l'un a l'altre. En el transcurs de l'estiu de 1909, van decidir que estaven enamorats. | » |

El seu tutor, el pare Morgan, veié en Edith la raó per la qual Tolkien havia empitjorat les notes dels seus exàmens; i va considerar la relació desafortunada, El seu fill adoptiu estava involucrat romànticament amb una dona més gran, que a més professava la fe anglicana. Així, Morgan va prohibir al jove Tolkien que veiés Edith, que hi parlés i, fins i tot, que hi mantingués correspondència, com a mínim fins que aquest arribés als 21 anys. Tolkien va obeir la seva prohibició al peu de la lletra, ja que va arribar a amenaçar-lo amb deixar de finançar-li la carrera universitària si no deixava el contacte amb ella.
En una carta de 1941 al seu fill Michael, Tolkien recordava,
| « | Vaig haver d'escollir entre desobeir i fer enfadar (o decebre) un protector que havia estat com un pare per mi, més que molts pares ... o abandonar la qüestió amorosa fins que arribés als 21 anys. No lamento la meva decisió, tot i que va ser molt difícil per la meva estimada. Però no va ser culpa meva. Ella era completament lliure i no tenia cap obligació amb mi, i jo no podria haver-me queixat (excepte segons l'irreal codi romàntic) si s'hagués casat amb qualsevol altre. Durant gairebé tres anys ni la vaig veure ni li vaig escriure. Va ser molt difícil, sobretot al principi. Els efectes no van ser completament positius: vaig caure en una espècie de follia i melancolia, perdent bona part del meu primer any d'universitat. | » |

El vespre anterior al seu 21è aniversari, Tolkien va escriure a Edith, que vivia en aquell moment amb un amic de la seva família, C. H. Jessop, a Cheltenham. El futur escriptor va declarar-li que mai havia deixat d'estimar-la i li va demanar matrimoni. Edith va contestar que ja havia acceptat la proposta de George Field, germà d'una de les seves companyes d'escola més properes. Edith va exposar-li que havia acceptat casar-se amb Field només perquè s'havia sentit "al prestatge" (on the shelf; podria traduir-se com aparcada), i que havia començat a dubtar que Tolkien encara es preocupés per ella. També li va dir que, a conseqüència de la seva carta, tot havia canviat.
El 8 de gener de 1913 Tolkien va viatjar en tren cap a Cheltenham, on fou rebut a l'andana per Edith. Allí van passejar a peu per la comarca, van seure sota un viaducte del tren, i van parlar molt. Al final del dia, Edith va acceptar la proposta de matrimoni de Tolkien. Edith va escriure a Field i li va retornà el seu anell de compromís. Field es va sentir "terriblement enfadat al principi", i la família Field "insultada i enfadada". Després de saber sobre els nous plans d'Edith, Jessop va escriure al tutor de la noia, dient que "no tinc res contra Tolkien, el qual és un gentilhome culte, però les seves perspectives són pobres en extrem, i no puc imaginar-me quan es trobarà en una posició que li permeti casar-se. Si hagués adoptat una professió seria diferent."
Després del seu compromís, Edith va anunciar que es convertiria al catolicisme, a contracor, i a causa de la insistència de Tolkien. Jessop, "com moltes altres persones de la seva edat i classe... completament anticatòlic", es va enrabiar, ordenant a Edith que es busqués un altre lloc on viure.
Edith Bratt i Ronald Tolkien es van prometre oficialment a Birmingham el gener de 1913, casant-se a l'església catòlica romana de Santa Maria Immaculada de Warwick el 22 de març de 1916. En la seva carta de 1941 destinada al seu fill Michael, Tolkien expressava la seva admiració per la predisposició amb què la seva dona es va casar amb un home sense feina, pocs diners i cap perspectiva, excepte la probabilitat de morir a la Gran Guerra.

### Primera Guerra Mundial
L'agost de 1914 el Regne Unit va entrar a la Primera Guerra Mundial. Els familiars de Tolkien es van sorprendre quan aquest va decidir no presentar-se voluntari immediatament per formar part de l'exèrcit britànic. En la seva carta del 1941 al seu fill Michael, Tolkien recordava: "en aquells dies, els caps de família s'allistaven o eren menyspreats públicament. Era una esquerda desagradable ser un jove amb massa imaginació i poc coratge físic."
En canvi, Tolkien va "suportar l'oprobi", entrant en un programa que retardava el seu allistament fins que acabés la seva llicenciatura. Quan va acabar els exàmens finals, el juliol de 1915, Tolkien recordava que els seus familiars cada vegada l'aconsellaven amb més vehemència que s'allistés. Quan ho feu, va ser incorporat com a tinent segon dels Lancashire Fusiliers, el 15 de juliol de 1915. Va rebre l'entrenament al 13è batalló de reserva, a Cannock Chase, Staffordshire, durant onze mesos. En una carta a Edith, Tolkien es queixava que "els gentilhomes són pocs entre els superiors, i fins i tot els éssers humans són, de fet, estranys". Després del seu matrimoni, el tinent i la senyora Tolkien van desplaçar-se a una pensió propera al camp d'entrenament.
El 2 de juny de 1916 Tolkien va rebre un telegrama citant-lo a Folkestone, des d'on havia de ser traslladat a França. El matrimoni Tolkien va passar la darrera nit, abans de la seva partida, en una habitació de l'hotel Plough & Harrow de Birmingham. Més tard escriuria que "dotzenes d'oficials morien cada minut. Marxar lluny de la meva esposa aleshores... era gairebé com la mort."

#### França
El 5 de juny de 1916 Tolkien es va embarcar en un transport de tropes que el va traslladar, de nit, a Calais. Com molts altres soldats que arribaven al país per primera vegada, el tinent Tolkien va ser enviat al Cos Expedicionari Britànic (BEF, per les seves sigles en anglès), estacionat a Étaples.
El 7 de juny, Tolkien fou informat que havia estat assignat com a oficial de senyals de l'11è batalló (serveis) dels Lancashire Fusiliers. El batalló formava part de la 74a Brigada, 25a Divisió. Mentre esperava la seva incorporació al seu nou regiment, Tolkien va caure en l'avorriment. Per passar l'estona, va compondre un poema titulat The Lonely Isle (L'illa solitària), inspirat en els seus sentiments durant la travessia marítima fins a Calais. Per evitar la censura de l'exèrcit britànic, Tolkien també va destinar part del seu temps a desenvolupar un codi de punts, amb el qual Edith pogués resseguir els seus moviments per Europa.
El tinent Tolkien va abandonar Étaples el 27 de juny de 1916, unint-se a la seva nova unitat a Rubempré, prop d'Amiens. Allí es va veure obligat a comandar soldats que provenien, principalment, de les mines, les granges i els petits pobles de Lancashire.
Segons explicava John Garth, Tolkien "es va sentir proper a aquests homes de classe treballadora", però el protocol militar prohibia l'amistat entre membres de rangs diferents. En lloc d'això, es va veure obligat a "ocupar-se d'ells, disciplinar-los, entrenar-los i, probablement, aplicar la censura a les seves cartes... Si era possible, se suposava que els havia d'inspirar amor i lleialtat."
Tolkien, més tard, va lamentar-se d'aquesta feina, considerant que "la feina més impròpia per qualsevol home ... és cridar d'altres homes. Ni un entre un milió és adequat per fer-ho; i, menys que tots ells, aquells qui busquen l'oportunitat per fer-ho."

#### Batalla del Somme
Tolkien va arribar al Somme a principis de juliol de 1916. Entre períodes d'estada darrere de les línies del front, a Bouzincourt, va participar en els assalts del reducte de Schwaben i del sortint de Leipzig. Segons les memòries del reverend Mervyn S. Evers, capellà anglicà dels Lancashire Fusiliers:
| « | En una ocasió vaig passar la nit amb un oficial d'artilleria i un oficial de senyals en un dels refugis alemanys capturats ... Ens vam preparar per a la nit amb l'esperança d'aconseguir dormir una mica, però no va ser possible. Tan bon punt ens vam estirar van aparèixer ordes de polls. Així, ens vam dirigir a l'oficial mèdic, que també es trobava al refugi amb el seu equip, el qual ens va donar una espècie de pomada, assegurant-nos que mantindria aquelles petites bèsties allunyades. Ens vam empastifar sencers amb aquella cosa i ens vam tornar a estirar plens d'esperança; no obstant, tampoc va poder ser, ja que enlloc de descoratjar-los, va semblar que actuava com una espècie d'aperitiu, i els petits dimonis van reiniciar el seu festí amb renovat vigor. | » |

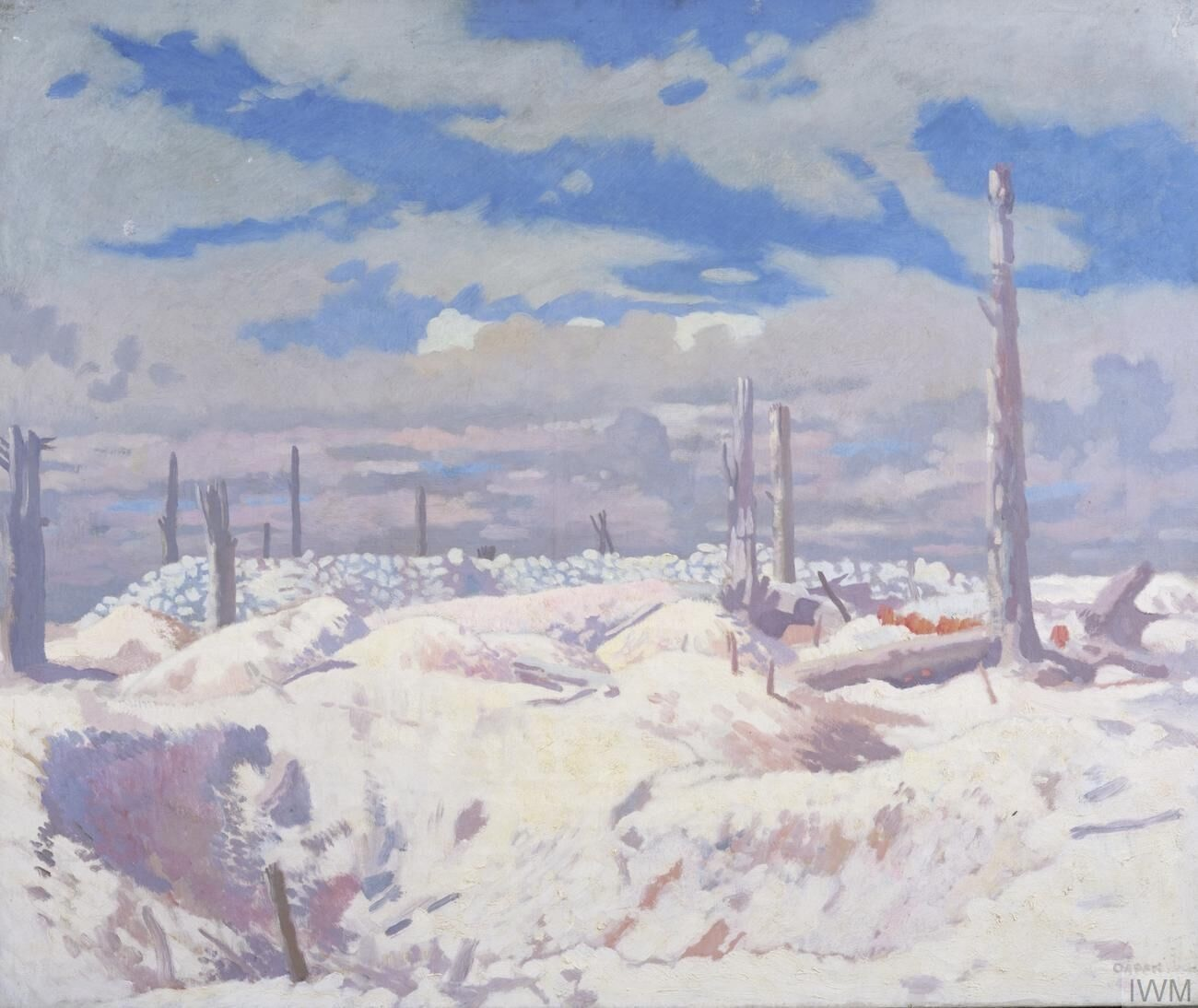
El "reducte de Schwaben" de William Orpen al Museu Imperial de la Guerra de Londres.

El període bèl·lic de Tolkien va suposar un terrible estrès per Edit, que patia que cada cop a la porta de casa seva pogués significar l'arribada de la notícia de la mort del seu marit. Per superar la censura de l'exèrcit britànic, els Tolkien havien desenvolupat un codi secret per emprar a les cartes que ell enviava a casa. Mitjançant aquest codi, Edith podia resseguir els moviments del seu marit pel mapa del front occidental.
El 27 d'octubre de 1916, mentre el seu batalló atacava la trinxera Regina, Tolkien va caure malalt de febre de les trinxeres, una malaltia transmesa pels polls, molt comuns als refugis. Tolkien va ser declarat no apte i traslladat a Anglaterra el 8 de novembre de 1916. La majoria dels seus estimats companys d'escola havien mort durant la guerra. Entre d'altres, havia perdut la vida Rob Gilson, del Club de Te i Societat Barroviana (T.C.B.S. en anglès), que va morir el primer dia del Somme, mentre liderava als seus homes en l'assalt de Beaumont-Hamel. Un altre membre del T.C.B.S., Geoffrey Smith, va morir en la mateixa batalla quan un projectil d'artilleria alemany va impactar en un punt de primers auxilis. El batalló de Tolkien va ser pràcticament anihilat just després que ell tornés a Anglaterra.

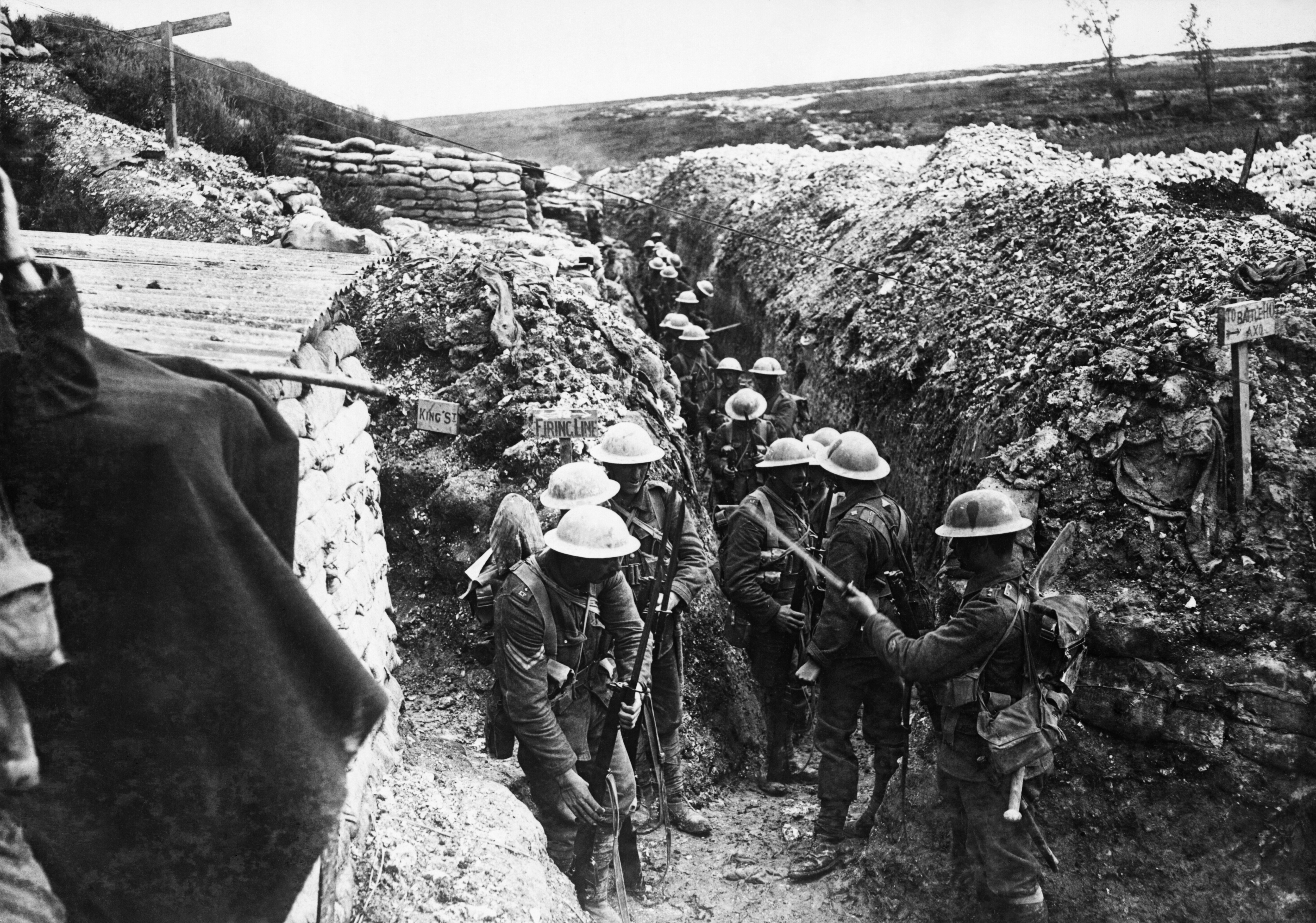
Homes del 1er batalló dels Lancashire Fusiliers en una trinxera de comunicació prop de Beaumont-Hamel, el 1916. Fotografia d'Ernest Brooks.

Tolkien podria haver mort perfectament, però va patir problemes de salut que el van obligar a retirar-se del combat en diverses ocasions.
Segons John Garth: 
| « | Tot i que l'exèrcit de Kitchener va consagrar les velles divisions socials, també va suavitzar la divisió de classes en enviar homes de totes les condicions a compartir una situació desesperada conjuntament. Tolkien va escriure que l'experiència li havia ensenyat a tenir una 'profunda simpatia i sentiment pel "Tommy"; especialment aquell soldat ras provinent dels comtats agrícoles'. Va mantenir-se profundament agraït per la lliçó. Durant molt temps havia estat presoner en una torre, no de perles, sinó d'ivori. | » |

Anys més tard, Tolkien va declarar, indignat, que aquells qui busquessin, a les seves obres, paral·lels amb la Segona Guerra Mundial, estaven completament equivocats:
| « | Un ha de trobar-se, de fet, personalment sota l'ombra de la guerra, per sentir completament la seva opressió; però tal com passen els anys, actualment sembla oblidat que ser jove el 1914 no va ser una experiència menys horrible que ser-ho el 1939 i els anys posteriors. Cap al 1918 tots menys un dels meus amics més propers eren morts. | » |

#### Front domèstic
Tolkien, dèbil i demacrat, va passar la resta de la guerra entre hospitals i tasques de guarnició, essent considerat no apte pel servei general.
Durant la seva estada a Little Haywood, Staffordshire, per recuperar-se, va començar a treballar en el que va anomenar The Book of Lost Tales, que començava amb La caiguda de Gondolin. Lost Tales representava l'intent de Tolkien per crear una mitologia per Anglaterra, projecte que més tard abandonaria per no completar mai. Entre el 1917 i el 1918 la seva malaltia va anar ressorgint, però es va recuperar prou per ser reincorporat al servei domèstic en diversos camps. Va ser en aquest moment que Edith va donar a llum al seu primer fill, John Francis Reuel Tolkien. En una carta del 1941 Tolkien va descriure al seu fill John com "...concebut i criat durant l'any de la fam de 1917 i la gran campanya dels U-Boot, nascut al voltant de la batalla de Cambrai, quan el final de la guerra semblava tant llunyà com ho sembla ara".
Tolkien va ascendir al rang temporal de tinent el 6 de gener de 1918. Quan va ser destinat a Kingston upon Hull, juntament amb Edith va començar a passejar pels boscos situats al voltant de Roos, i Edith començà a ballar en un clar envoltat de flors. Després de la mort de la seva esposa, el 1971, Tolkien va recordar: 
| « | Mai vaig anomenar a l'Edith Luthien, però ella fou la font de la història que, més tard, es convertiria en la part principal del Silmaríl·lion. Aquesta història va ser concebuda en un petit clar del bosc ple d'avets a Roos, Yorkshire (on jo em trobava destinat per un petit període, comandant un destacament de la guarnició d'Humber, el 1917, i on ella va poder venir a viure amb mi durant un temps). En aquella època el seu cabell era negre, la seva pell clara, ulls brillants com no n'has vist mai, i podia cantar i ballar. Però la història s'ha torçat, jo he quedat enrere, i "Jo" no puc pregar davant de l'inexorable Mandos. | » |

Aquesta anècdota va inspirar la història de la trobada entre Beren i Lúthien.

### Carrera acadèmica i artística

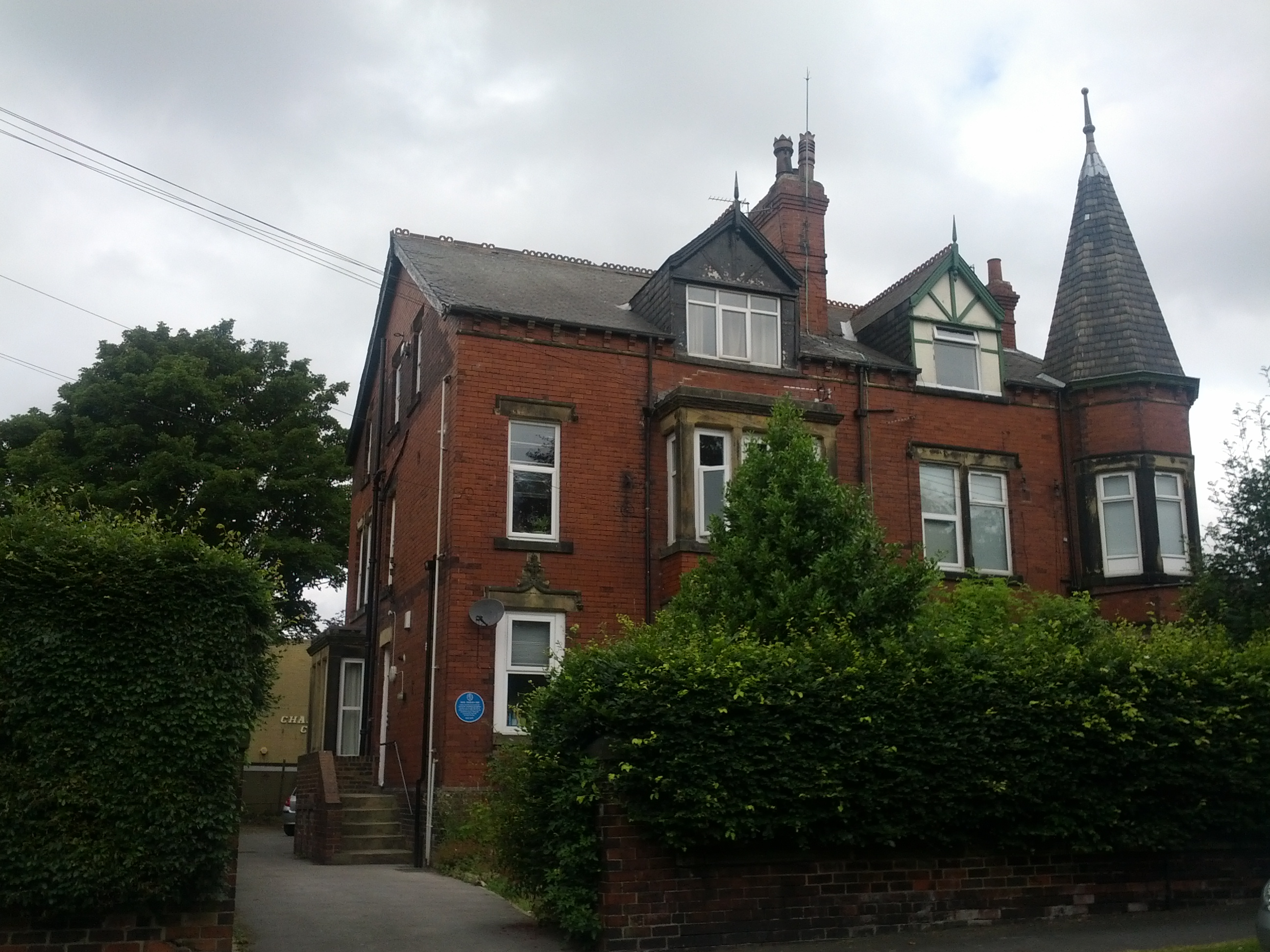
2 Darnley Road, antic habitatge de Tolkien al West Park de Leeds

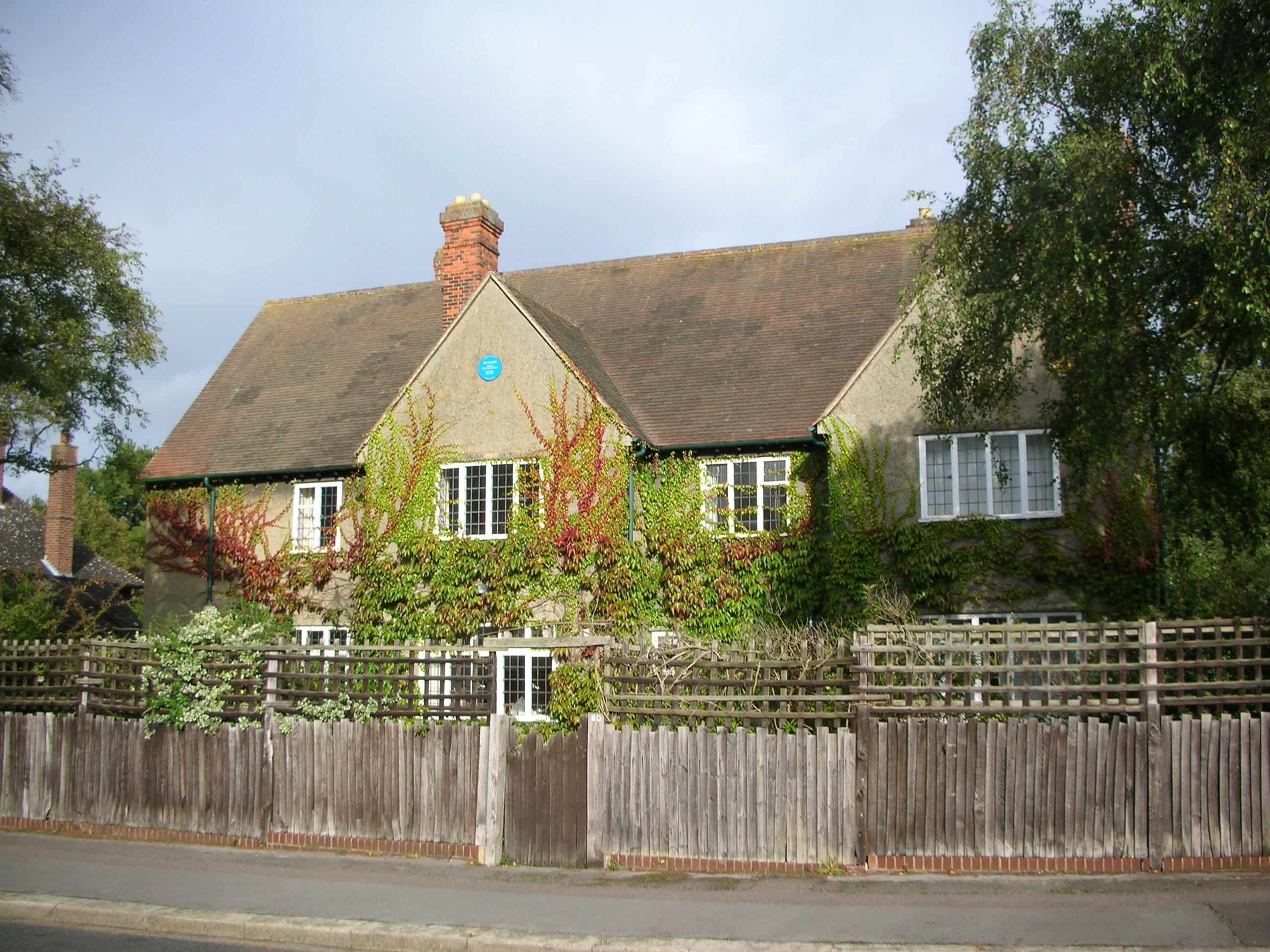
20 Northmoor Road, antic habitatge de Tolkien a North Oxford

El 3 de novembre de 1920 Tolkien va ser desmobilitzat, abandonant l'exèrcit i mantenint el grau de tinent. La seva primera feina com a civil, després de la Primera Guerra Mundial, va ser a l'Oxford English Dictionary, on va treballar principalment en la història i l'etimologia de paraules d'origen germànic amb la lletra W. El 1920 va ocupar una plaça de professor suplent (reader) de llengua anglesa a la Universitat de Leeds, convertint-se en el professor més jove de l'entitat. Mentre es trobava a Leeds va escriure l'obra A Middle English Vocabulary (Vocabulari de l'anglès mitjà) i la versió definitiva de Sir Gawain and the Green Knight, conjuntament amb E. V. Gordon. Totes dues es van convertir en obres acadèmiques utilitzades durant molts anys. També va traduir Sir Gawain, Pearl i Sir Orfeo. El 1925 va tornar al Pembroke College com a professor Rawlinson and Bosworth d'anglosaxó gràcies a una beca.
Mentre treballava al Pembroke College, Tolkien va escriure El hòbbit, així com els primers dos volums d'El Senyor dels Anells, mentre vivia al número 20 de Northmoor Road, a North Oxford (indret on es va situar una placa commemorativa de color blau el 2002). També va publicar un assaig filològic sobre el nom "Nodens", després del desenterrament, per part de Sir Mortimer Wheeler, d'un asclepeion romà a Lydney Park, Gloucestershire, el 1928.

#### Beowulf
Durant la dècada de 1920, Tolkien va començar una traducció de Beowulf, que va acabar el 1926, tot i que mai la va publicar. Finalment, va ser editada pel seu fill i publicada el 2014, més de quaranta anys després de la mort de Tolkien i gairebé noranta anys després d'haver-la completat.
Deu anys després de la seva traducció, Tolkien va fer un seminari sobre l'obra que va ser molt ben rebut, titulat "Beowulf: The Monsters and the Critics" (Beowulf: Els monstres i els crítics), que va tenir un gran impacte en la recerca posterior sobre el poema. Lewis E. Nicholson va dir que l'article que Tolkien va escriure sobre Beowulf és "àmpliament reconegut com un punt d'inflecció en la crítica beowulfiana", puntualitzant que Tolkien va establir la primacia de la naturalesa poètica de l'obra, en contraposició als elements purament lingüístics. En aquell moment, el consens entre el món acadèmic menyspreava Beowulf criticant que se centri en batalles infantils amb monstres, enlloc d'enfocar-se en guerres tribals. Tolkien, en canvi, va exposar que l'autor de Beowulf parlava sobre el destí de la humanitat en general, no limitant-se a la política tribal en particular, i que per tant els monstres eren essencials dins del poema. On Beowulf sí que participa en conflictes tribals específics, com a Finnsburg, Tolkien s'oposava fermament en veure-hi elements fantàstics. En aquest assaig, Tolkien també va revelar quant li devia a Beowulf: "Beowulf és una de les meves fonts més valuoses", així com la seva influència, que es pot veure a través del seu univers llegendari de la Terra Mitjana.
Segons Humphrey Carpenter, Tolkien tenia una manera enginyosa de començar les seves lliçons sobre Beowulf: 
| « | [Tolkien] entrava silenciosament a la classe, fixava la seva mirada sobre l'audiència i, de cop, començava a recitar amb veu cavernosa els primers versos del poema, en l'original anglosaxó, començant amb un gran crit dient Hwæt! (la primera paraula del poema, com en bona part dels poemes escrits en anglès antic), el qual alguns estudiants entenien per "Quiet!" (Silenci!). No era tant que recités l'obra, sinó més aviat una actuació dramàtica, la interpretació d'un bard anglosaxó al menjador d'un palau, que va impressionar generacions d'estudiants perquè els fer adonar que Beowulf no era només un text a ser llegit, amb l'objectiu de ser examinats, sinó una poderosa peça de poesia dramàtica. | » |

Dècades després, W.H. Auden va escriure al seu antic professor: 
| « | Em sembla que mai li he dit l'experiència inoblidable que va ser per mi, com a estudiant, escoltar-lo a vostè recitant Beowulf. La veu era la veu de Gandalf. | » |

#### Segona Guerra Mundial

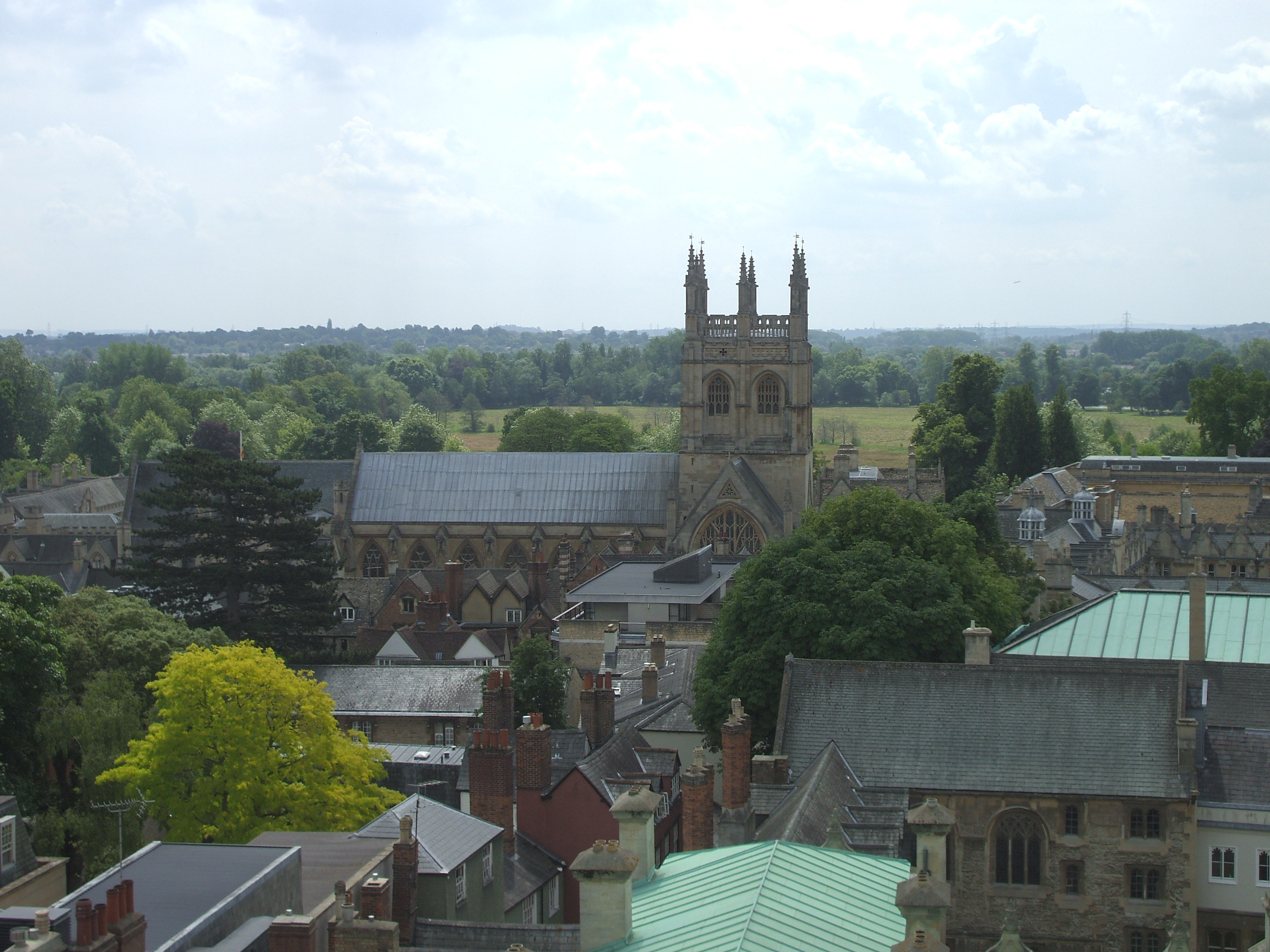
Merton College, on Tolkien era professor de llengua i literatura anglesa (1945–1959)

Abans d'iniciar-se la Segona Guerra Mundial, Tolkien va ser destacat a desxifrador de codis. El gener de 1939, se li va preguntar si estaria preparat per servir en el departament criptogràfic de l'Oficina d'Exteriors en cas d'un esdeveniment d'emergència nacional. Tolkien va respondre afirmativament i, a partir del 27 de març, va participar en un curs d'instrucció, a Londres, impartit per la Government Code and Cypher School. Es va descobrir un informe sobre la seva formació, en la qual hi apareixia l'anotació "keen" (agut) al costat del seu nom, tot i que l'alumne de Tolkien Anders Stenström opina que "probablement aquesta nota no és una indicació de l'interès de Tolkien, sinó més aviat com pronunciar el seu nom." A l'octubre va ser informat que els seus serveis no serien sol·licitats.
El 1945 Tolkien va traslladar-se al Merton College, on va esdevenir Professor Merton de llengua i literatura anglesa, càrrec que va ocupar fins a la seva jubilació, el 1959. També va participar com a examinador extern del University College de Dublín, durant molts anys. El 1954 Tolkien va rebre un títol honorari de la National University of Ireland (de la qual l'UCD n'era part constituent). Tolkien va acabar El Senyor dels Anells el 1948, gairebé una dècada després de començar-lo.
Tolkien també va traduir el Llibre de Jonàs per la Jerusalem Bible, la qual va ser publicada el 1966.

### Família
La família Tolkien va tenir quatre fills: John Francis Reuel Tolkien (17 de novembre de 1917 – 22 de gener de 2003), Michael Hilary Reuel Tolkien (22 d'octubre de 1920 – 27 de febrer de 1984), Christopher John Reuel Tolkien (21 de novembre de 1924 - 16 de gener de 2020) i Priscilla Mary Anne Reuel Tolkien (18 de juny de 1929). Tolkien va ser un pare molt dedicat als seus fills, a qui enviava cartes il·lustrades del Pare Noel quan eren petits. Cada any s'hi afegien nous personatges, com ara l'ós polar (ajudant del Pare Noel), l'home de neu (el seu jardiner), Ilbereth l'elfa (la seva secretària), i diversos altres personatges secundaris. Els principals actors explicaven històries sobre les batalles que lliurava el Pare Noel contra goblins que muntaven ratpenats, així com les diverses malifetes que cometia l'os polar.

### Jubilació i darrers anys

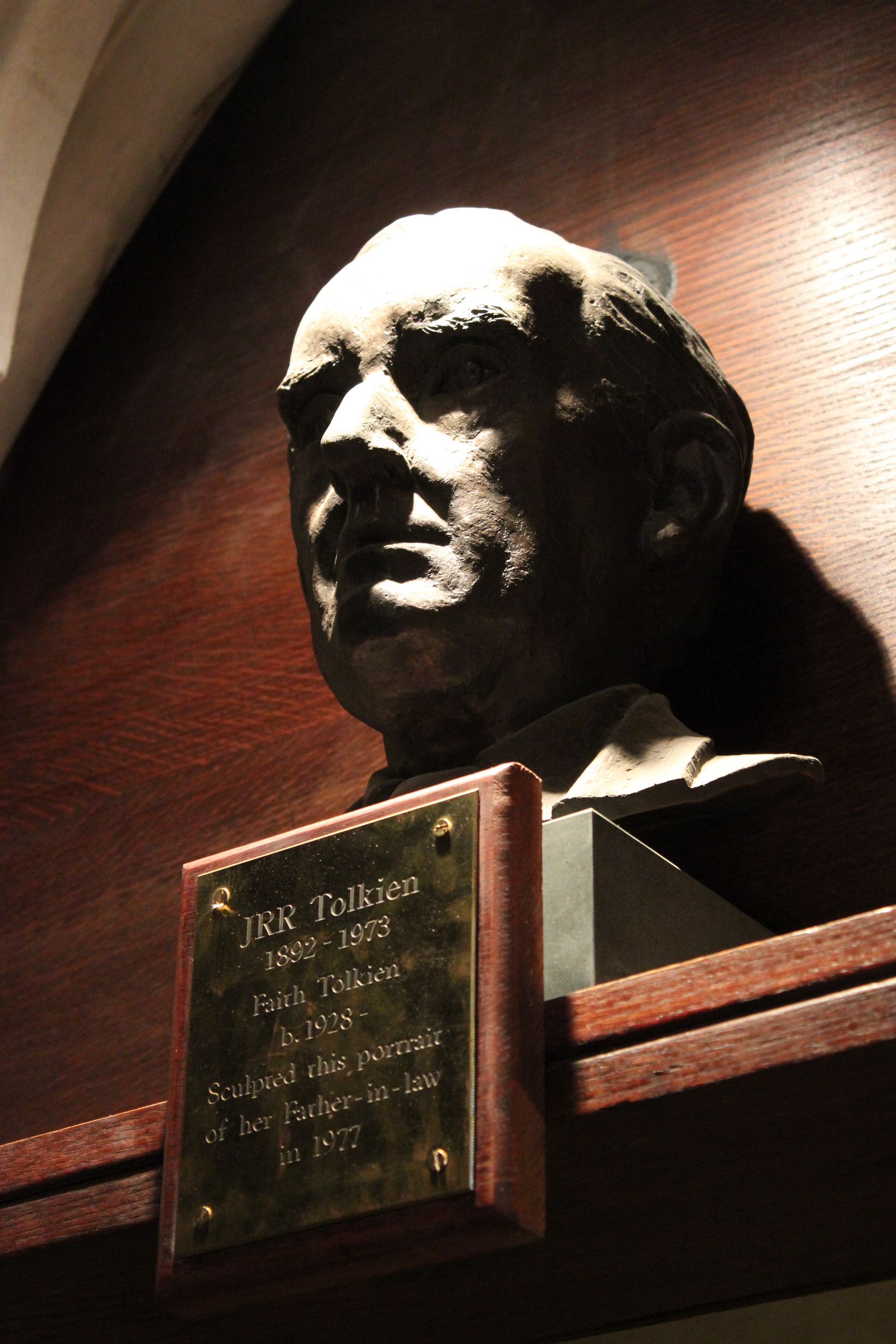
Bust de Tolkien a la capella de l'Exeter College, Oxford

Durant la seva vida de jubilat, entre el 1959 i la seva mort, el 1973, Tolkien va anar rebent cada vegada més atenció pública i fama literària. Les vendes dels seus llibres eren tant importants que es lamentava de no haver-se jubilat abans. Al principi, Tolkien escrivia respostes entusiastes a les preguntes dels lectors, però amb el temps va començar a mostrar-se molest per la popularitat sobtada de les seves obres entre el moviment contracultural de la dècada de 1960. En una carta de 1972 Tolkien va deplorar haver-se convertit en una figura de culte, però va admetre que "fins i tot el nas d'un ídol molt modest... no pot romandre completament aliè a la dolça olor de l'encens!"
L'atenció dels fans es va tornar tant intensa que Tolkien va haver de fer treure el seu número de telèfon del directori públic de telèfons i, finalment, ell i Edith van haver de marxar a Bournemouth, el qual era aleshores un municipi costaner freqüentat per la classe mitjana britànica. La condició de Tolkien d'autor de best-sellers li va facilitar l'entrada a l'alta societat, però Tolkien trobava a faltar la companyia dels seus amics Inklings. Edith, no obstant, va estar més que encantada d'adoptar el paper d'amfitriona social, motiu pel qual els Tolkien havien escollit Bournemouth.
Segons Humphrey Carpenter:
| « | Aquells amics que coneixien en Ronald i n'Edith Tolkien des de feia temps, no dubtaven que hi hagués un profund afecte entre ells dos. Era visible en les petites coses, fins al grau més absurd, que es preocupaven sobre la salut de l'altre, i en la cura amb què escollien i embolicaven els regals d'aniversari l'un de l'altre; i a gran escala, en la manera com Ronald va abandonar feliç bona part de la seva vida de jubilat perquè Edith passés els seus darrers anys de vida a Bournemouth, pensant que ella ho mereixia, i en el grau en què ella es mostrava orgullosa de la fama que Tolkien havia aconseguit com a autor. Una font principal de la seva felicitat era el seu amor compartit per la família. Aquest fet els va mantenir junts fins al final de les seves vides, i va ser, potser, la força principal del seu matrimoni. Gaudien discutint fins al més petit detall de les vides dels seus fills i, posteriorment, dels seus nets. | » |

Edith Tolkien va morir el 29 de novembre de 1971, a l'edat de 82 anys. Segons Simon Tolkien:
| « | La meva àvia va morir dos anys abans que el meu avi, qui va marxar a viure a Oxford. El Merton College li va donar unes habitacions a High Street, on vaig anar de manera freqüent per visitar-lo, i ell em portava a menjar a l'Eastgate Hotel. Aquells àpats eren molt bonics per un noi de 12 anys que passava temps amb el seu avi, però de vegades ell semblava trist. En una visita em va reconèixer que trobava molt a faltar a la meva àvia. Devia ser molt estrany, per ell, trobar-se sol després d'haver estat casat amb ella durant més de 50 anys. | » |

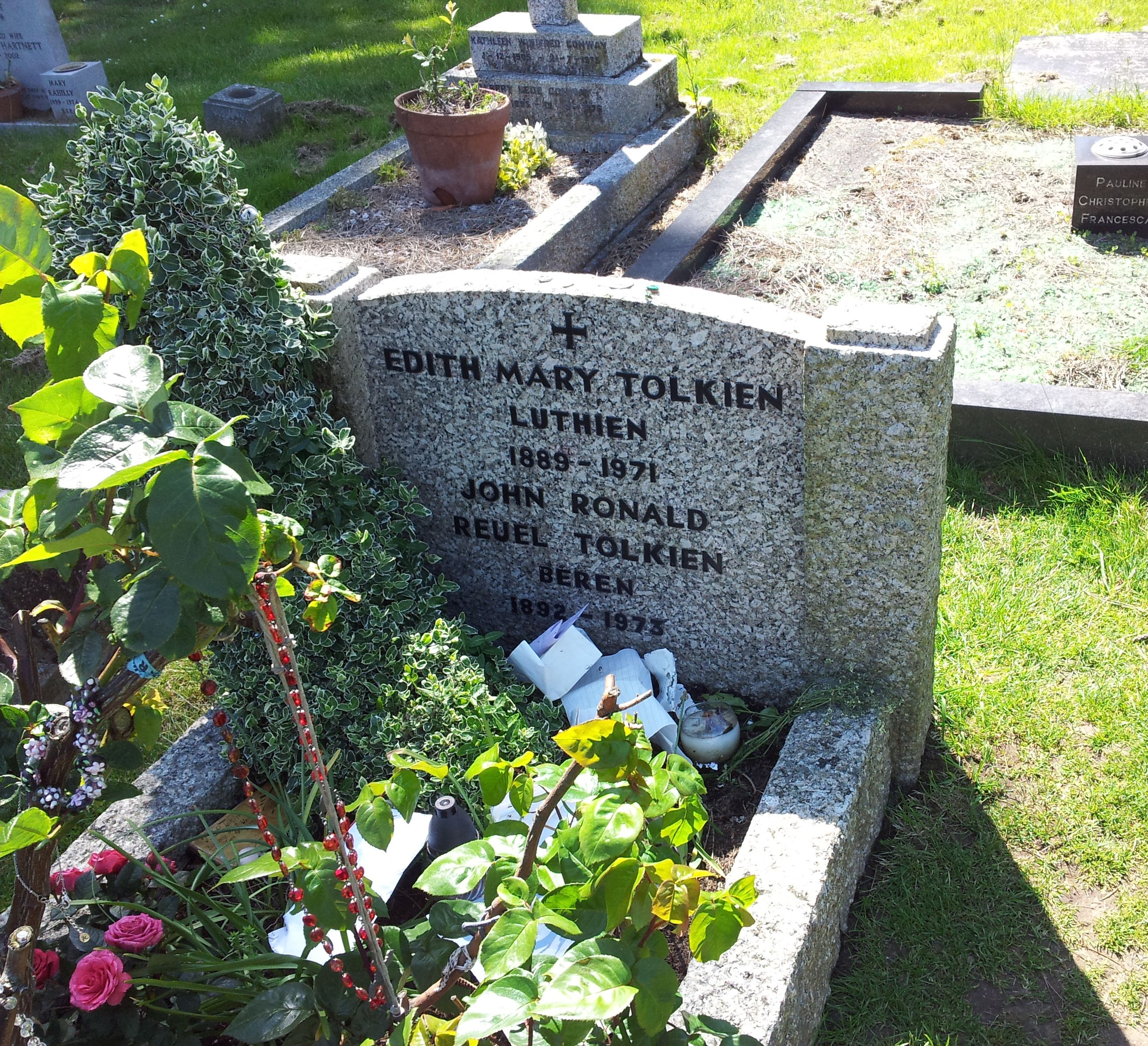
La tomba de J. R. R. i Edith Tolkien al Cementiri de Wolvercote (Oxford)

Tolkien va ser nomenat, per part de la reina Elisabet II, comandant de l'Orde de l'Imperi Britànic, el 1972, rebent l'insígnia de l'Orde al palau de Buckingham el 28 de març d'aquell any. El mateix 1972 la Universitat d'Oxford li va concedir un Doctorat en Lletres honorari.
Tolkien havia fet posar el nom Lúthien a la tomba d'Edith, al cementiri de Wolvercote d'Oxford. Quan Tolkien va morir, 21 mesos més tard, el 2 de setembre de 1973, a l'edat de 81 anys, va ser enterrat a la mateixa tomba, amb el nom Beren al costat del seu. Així, la tomba deia:
En el llegendari de la Terra Mitjana, Lúthien era la més bella de tots els fills d'Ilúvatar, que va rebutjar la seva immortalitat per l'amor que sentia pel guerrer mortal Beren. Després que Beren fos capturat per les forces del Senyor Fosc Mórgoth, Lúthien va anar a rescatar-lo muntada en Huan, el gos parlant. Finalment, quan Beren va morir en combat contra el llop demoníac Carcharoth, Lúthien, igual que Orfeu, va dirigir-se als Vàlar, l'orde angèlic d'éssers que va ser posat a càrrec del món per Eru (Déu), i els va persuadir per restaurar la vida del seu amor.

## Pensament

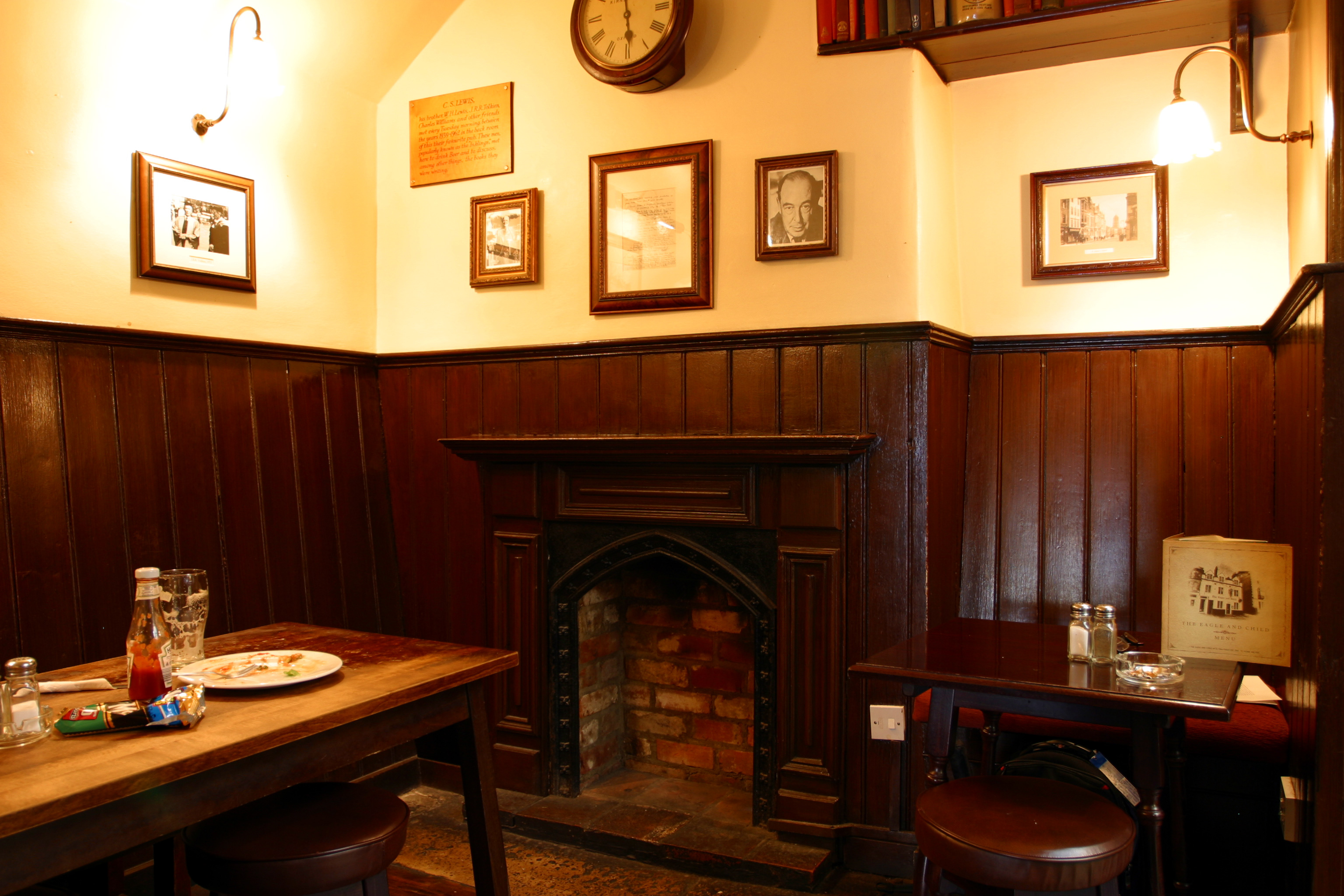
Cantonada del pub the Eagle and Child, a Oxford, on es reunien els Inklings (1930–1950).

Tolkien era un devot catòlic romà, i el seu pensament religiós i polític era principalment tradicionalista moderat, amb influències llibertàries, distribuistes i monàrquiques, en el sentit d'afavorir les convencions i ortodòxies establertes, en contraposició a la innovació i la modernització, i castigant la burocràcia governamental; el 1943 va escriure que les seves opinions personals "s'inclinen cada vegada més cap a l'anarquisme, filosòficament entès, en el sentit d'abolir el control, no matant persones amb bombes, o cap a la monarquia 'no constitucional'."
Tot i que no parlava ni escrivia gaire sobre aquest tema, Tolkien estava a favor de desmantellar l'Imperi Britànic, i fins i tot el Regne Unit. En una carta del 1936 destinada a un antic alumne, el lingüista belga Simonne d'Ardenne, Tolkien escrivia: "La situació política és lamentable... Tinc moltes simpaties per Bèlgica, que té les dimensions adequades per a qualsevol país! Desitjaria que el meu encara estigués limitat per les aigües del riu Tweed i els murs de Gal·les… nosaltres, el poble, coneixem, com a mínim, alguna cosa sobre moralitat i eternitat, i quan Hitler (o un francès) diuen 'Alemanya (o França) han d'existir sempre' sabem que menteixen."
Tolkien sentia un odi intens pels efectes secundaris de la industrialització, la qual considerava que estava devorant el camp anglès i la vida senzilla. Durant la major part de la seva vida adulta, Tolkien es va mostrar desdenyós amb els cotxes, i preferia anar en bicicleta. Aquesta actitud es pot comprovar en la seva obra, principalment en la caracterització de la "industrialització" forçada de la Comarca a El Senyor dels Anells.
Molts analistes han remarcat el nombre de paral·lelismes potencials que hi ha entre la Terra Mitjana i els esdeveniments de la vida de Tolkien. El Senyor dels Anells ha estat sovint considerat com una representació de l'Anglaterra immediatament posterior a la Segona Guerra Mundial. Tolkien va negar categòricament aquesta opinió en el pròleg de la segona edició de la novel·la, exposant que preferia aplicar el concepte d'al·legoria. Aquest tema el va desenvolupar més en la seva obra "On Fairy-Stories" (sobre els contes de fades), on exposava que els contes de fades eren molt aptes perquè eren consistents per ells mateixos, afegint només algunes veritats sobre la realitat. A més, concloïa que el cristianisme mateix seguia aquest patró de consistència interna i veritat externa. Les seves creences en les veritats fonamentals del cristianisme van portar als analistes a trobar temàtiques cristianes a El Senyor dels Anells. Tolkien va negar categòricament a C.S. Lewis que hi hagués referències religioses a les seves històries, les quals eren sovint obertament al·legòriques. No obstant, Tolkien va escriure que l'escena de l'Orodruin exemplificava algunes línies del parenostre.
El seu amor pels mites i la seva devoció per la fe van unir-se en la seva creença que la mitologia era l'eco diví de "La Veritat". Aquest punt de vista va ser expressat en un poema i assaig titulat Mythopoeia. La teoria que els mites aportaven "veritats fonamentals" va convertir-se en un tema central dels Inklings en general.

### Política i raça

#### Anticomunisme
Tolkien va expressar el seu suport pel bàndol nacional (el qual acabaria essent liderat per Franco, en el marc de la Guerra Civil espanyola), després de sentir que els republicans comunistes estaven destrossant esglésies i assassinant sacerdots i monges.
Tolkien era crític amb Joseph Stalin i durant la Segona Guerra Mundial, Tolkien es va referir a Stalin com "aquell vell assassí sanguinari". Tot i així, el 1961 Tolkien va criticar amargament un analista suec que va suggerir que 'El Senyor dels Anells era una paràbola anticomunista que identificava Sàuron amb Stalin. Tolkien va respondre que ell "repudiava totalment cap lectura similar", i que li va fer enfadar, ja que la situació va ser concebuda molt abans de la revolució russa. "Aquesta al·legoria és totalment aliena al meu pensament."

#### Debat sobre la raça
Christine Chism distingeix elements racistes o racialistes en les opinions i les obres de Tolkien, dividint entres categories: racisme intencionat, biaix inconscient eurocèntric, i una evolució des d'un racisme latent en les seves primeres obres, cap a una crítica de les tendències racistes en els seus darrers treballs.
Tolkien, una vegada, va escriure sobre la segregació racial a Sud-àfrica, exposant que "el tractament del color gairebé sempre horroritza a qualsevol que viatja fora del Regne Unit."

#### Oposició al nazisme
Tolkien es va oposar verbalment a Hitler i al Partit Nazi abans de la Segona Guerra Mundial, i va menysprear especialment la ideologia racista i antisemita dels nazis. El 1938 l'editorial Rütten & Loening Verlag estava preparant la publicació d' El hòbbit a l'Alemanya nazi. Tolkien es va indignar quan, abans de la publicació, se li va preguntar si era d'origen ari. En una carta al seu editor britànic, Stanley Unwin, va condemnar la "doctrina racial" alemanya com "totalment perniciosa i acientífica". A més, va afegir que tenia molts amics jueus i que estava considerant "deixar penjada la traducció a l'alemany". Va escriure dues cartes destinades a Rütten & Loening, dient a Unwin que enviés la que preferís. La més suau, que fou finalment enviada, es va perdre durant els posteriors bombardejos d'Alemanya. En la que no es va enviar, Tolkien exposa que "ari" és un concepte lingüístic, que fa referència als parlants de les llengües indoiranianes. A més, va afegir que,
| « | ...si he d'entendre que m'esteu preguntant i sóc d'origen jueu, només puc contestar que em sap greu si sembla que no tinc ancestres d'aquest poble tant dotat. El meu rebesavi va arribar a Anglaterra el segle xviii provinent d'Alemanya: la major part dels meus familiars són anglesos purs, i jo soc ciutadà anglès, la qual cosa hauria de ser suficient. M'he acostumat, no obstant, a recordar el meu cognom alemany amb orgull, i ho vaig seguir fent fins i tot durant el període de la darrera guerra lamentable, en la qual vaig servir a l'exèrcit anglès. No puc, no obstant, estar-me de comentar que si preguntes tant impertinents i irrellevants com aquestes s'han de convertir en normals en matèria de literatura, aleshores no estem lluny del moment en què tenir un cognom alemany ja no serà font d'orgull. | » |

En una carta del 1941 al seu fill Michael, Tolkien va expressar el seu ressentiment per la distorsió de la història alemanya cap al "nordicisme":
| « | Has d'entendre la part bona de les coses, per detectar el mal autèntic. Però mai ningú em truca per fer una "emissió" o realitzar un comentari. Tot i així suposo que jo en sé més de la veritat sobre aquest sense-sentit "nòrdic". De totes maneres, en aquesta guerra hi tinc un ressentiment ardent privat... contra aquest petit ignorant i rudimentari Adolf Hitler ... Arruïnant, pervertint, aplicant malament i maleint per sempre aquest noble esperit del nord, una contribució suprema a Europa, que jo sempre he estimat i intentat presentar amb la seva llum veritable. Que enlloc, per cert, va ser tant noble com a Anglaterra, o santificat i cristianitzat més aviat. | » |

El 1968 va mostrar-se en desacord davant d'una descripció de la Terra Mitjana com a "nòrdica", un concepte que deia que li desagradava per l'associació que tenia amb les teories racials.

#### Guerra total
Tolkien va criticar l'ús aliat de les tàctiques de guerra total contra civils tant a l'Alemanya nazi com a l'Imperi Japonès. En una carta escrita el 1945 pel seu fill Christopher, va escriure:
| « | Se suposa que hem arribat a un estat de civilització en el qual encara ha de ser necessari executar un criminal, però no acusar o penjar la seva dona i els seus fills amb ell mentre la multitud òrquica els escridassa. La destrucció d'Alemanya, essent 100 vegades merescuda, és una de les pitjors catàstrofes mundials. Bé, bé, tu i jo no hi podem fer res. I això hauria de ser una mesura del munt de culpa que pot ser assumida, justament, per cada un dels membres del país que no és membre del govern actual. Bé, la primera Guerra de les Màquines sembla que està arribant cap al darrer capítol inconclús, per desgràcia, deixa més pobres, molts vestits de dol o mutilats i milions de morts, i l'única cosa triomfant: les màquines. | » |

També va reaccionar amb ràbia pels excessos de la propaganda antigermànica durant la guerra. El 1944, en una carta al seu fill Christopher, deia:
| « | ...és desesperant veure la premsa caient tant baix com feia Goebbels en el seu millor moment, vomitant que qualsevol comandant alemany que aguanta en una situació desesperada (quan, a més, les necessitats militars del seu bàndol clarament se'n beneficien) és un borratxo i un fanàtic embrutit. ... Hi havia un article solemne al diari local que demanava l'extermini sistemàtic de la nació alemanya al complet com única possibilitat de victòria: perquè, si et sembla, són serps de cascavell, i no saben la diferència entre el bé i el mal! (I què de l'escriptor?) Els alemanys tenen tant dret de declarar als polonesos i als jueus verí, subhumans, com nosaltres de fer-ho amb els alemanys: en altres paraules, cap dret, sigui el què sigui el que han fet. | » |

Va quedar horroritzat amb els bombardejos atòmics d'Hiroshima i Nagasaki, referint-se als científics del Projecte Manhattan com "aquells físics llunàtics" i "constructors de Babel".

### Naturalesa
Durant bona part de la seva vida, el conservacionisme no es trobava a l'agenda política, i el propi Tolkien no es va expressar directament conservacionista, excepte en algunes cartes privades, on parlava de com li agradaven els boscos i la tristesa de veure caure als arbres. En els darrers anys, diversos autors de biografies o anàlisis literaris de Tolkien conclouen que durant l'escriptura d' El Senyor dels Anells Tolkien va anar interessant-se més pel valor del món salvatge i la naturalesa pura, i en protegir la vida salvatge que havia sobreviscut al món industrialitzat.

## Obra
Tolkien va idear diversos temes que va anar reutilitzant en els successius esborranys del seu llegendari, començant amb El llibre dels contes perduts, escrit mentre es recuperava d'una malaltia contreta durant la batalla del Somme. Les dues històries més rellevants, el conte de Beren i Lúthien i el de Turin, van ser més tard ampliats i desenvolupats com a poemes narratius (publicats a Les balades de Beleriand).

### Influències

#### Històries d'aventures britàniques
Una de les influències més notables de Tolkien va ser el polímata William Morris, adscrit al moviment Arts and Crafts. Tolkien desitjava imitar els romanços en prosa i en vers de Morris, de qui va acceptar consells per anomenar accidents geogràfics com els Aiguamolls dels Morts d'El Senyor dels Anells o el Bosc Llobregós (Mirkwood, en anglès), a més d'alguns aspectes generals d'enfocament.
L'obra d'Edward Wyke-Smith The Marvellous Land of Snergs, amb la seva quantitat de personatges principals, va influenciar els incidents, els temes i la descripció del viatge de Bilbo a El hòbbit.
Tolkien també va citar la novel·la de Rider Haggard Ella en una entrevista telefònica: "Suposo que, de jove, Ella em va interessar tant com el fragment grec d'Amyntas [Amenartas], que és el tipus de màquina per la qual tothom es movia." Hi ha un suposat facsímil d'aquest fragment de ceràmica en la primera edició de Haggard, i la inscripció que s'hi pot veure, un cop traduïda, condueix als personatges anglesos a l'antic regne d'ella. Diversos crítics han comparat aquest recurs amb el Testament d'Isíldur del Senyor dels Anells i als esforços de Tolkien per recrear una il·lustració reaista d'una pàgina del Llibre de Mazarbul. D'altres, com Edwin Muir han trobat paral·lelismes entre els romanços de Tolkien i els de Haggard.
Tolkien va escriure haver-se sentit impressionat, de petit, per la novel·la històrica de S. R. Crockett The Black Douglas, basant el seu nigromant (Sàuron) en el seu antagonista, Gilles de Retz. Incidents tant del hòbbit com del Senyor dels Anells són similars, tant narrativament com en l'estil, a la novel·la de Crockett, i tant el seu panorama global com l'estil i l'imaginari han estat suggerits com una influència per a Tolkien.

#### Mitologia europea
Tolkien es va inspirar en la literatura, la poesia i la mitologia dels antics pobles germànics, principalment els anglosaxons, els quals eren la seva àrea d'especialitat, tant per elecció com per interès. Aquestes fonts d'inspiració van incloure obres de la literatura anglosaxona com Beowulf, sagues nòrdiques com les sagües Völsunga i Hervarar, l'Edda poètica, l'Edda prosaica, el Cant dels Nibelungs, i nombroses obres relacionades culturalment. Tot i les similituds de la seva obra amb la saga Völsunga i el Cant dels Nibelungs, les quals van ser les bases pel cicle operístic de Richard Wagner L'anell del nibelung, Tolkien en va criticar qualsevol comparació directe, assenyalant al seu editor que "tots dos anells eren rodons, i aquí s'acaben les comparacions." No obstant, algúns crítics creuen que Tolkien va estar, de fet, influït per Wagner en certs aspectes de la seva obra, com ara el "concepte d'un anell que dona al seu possessor el domini del món ...". De fet, dues de les característiques de pròpies de l'Anell Únic, el fet de ser malvat per se i el poder corruptiu de ments i voluntats d'altres personatges, no es troben presents en les fonts mitològiques, però si que tenien un paper central en l'òpera de Wagner.
La seva afició per la mitologia era coherent amb la seva fe catòlica, el bisbe Newman que va ser professor del tutor de Tolkien, afirmava que la mitologia pagana ben entesa era una preparació per a l'evangeli.

Tolkien també va reconèixer diverses influències no germàniques en algunes de les seves històries i idees. L'obra de Sòfocles, Èdip Rei, va inspirar elements d'El Silmaríl·lion i d'Els fills d'en Hurin. A més, la primera vegada que Tolkien va llegir la traducció de William Forsell Kirby del Kalevala, el poema èpic finès per antonomàsia, encara assistia a la King Edward's School. Tolkien descrivia el personatge Väinämöinen com una de les seves influències per desenvolupar en Gàndalf el Grís. A més, l'antiheroi del Kalevala, Kullervo, va ser descrit com una inspiració per Turin Turambar. Dimitra Fimi, Douglas A. Anderson, John Garth i molts altres prominents acadèmics i experts en Tolkien creuen que l'autor anglès també va rebre influències d'una llarga varietat d'històries i llegendes celtes (irlandesa, escocesa i gal·lesa). Tot i així, quan el primer manuscrit d'El Silmaríl·lion va ser rebutjat, en part per la semblança que tenien els noms amb la llengua celta, Tolkien va negar qualsevol origen cèltic:
| « | No cal ni dir que no són cèltics! Ni ho són els contes. Conec elements celtes (molts en la seva llengua original, irlandès o gal·lès), i sento per ells cert desagradament: principalment per la seva manca de significat fonamental. Tenen colors brillants, però són com vitralls trencats recomposts sense cap disseny. De fet són bojos, com el vostre lector diu, però no crec que jo ho sigui. | » |

#### Catolicisme
La imaginària i la teologia catòlica també van tenir un paper en el modelatge de la imaginació creativa de Tolkien, banyada com estava pel seu profund esperit religiós. Tolkien n'era conscient:
| « | El Senyor dels Anells és, per suposat, una obra fonamentalment religiosa i catòlica; inconscientment, al principi, però conscientment durant la revisió. És per això que no he afegit o retallat pràcticament cap referència sobre res anomenat 'religió', cultes o pràctiques, en aquest món imaginari. És així perquè l'element religiós es troba absorbit dins de la història i el simbolisme. | » |

Específicament, Paul H. Kocher exposa que Tolkien descriu la maldat a la manera que ho fa el cristianisme ortodox, és a dir, l'absència de Déu. Cita diversos exemples al Senyors dels Anells, com ara l'ull sense parpella de Sàuron: "l'escletxa negra de la seva pupil·la s'obria en un pou, una finestra cap al no res". Kocher veu la font de Tolkien en Tomàs d'Aquino, "el qual és raonable suposar que Tolkien, com a medievalista i catòlic, coneixia bé". Tom Shippey opina el mateix, però enlloc de parlar d'Aquino, considerava que Tolkien havia de conèixer molt bé la traducció anglosaxona d'Alfred el Gran de l'obra de Boeci Consolació de la filosofia, coneguda com a Lays of Boethius. Shippey exposa que la seva visió cristiana del mal encaixa molt bé amb l'expressada per Boeci: "el mal no és res". Diu que Tolkien va utilitzar el corol·lari que el mal no pot crear res com a base de la sentència de Frodo, quan diu que "l'ombra ... només pot burlar-se, no pot construir: cap element realment nou per si mateixa", i frases similars d'en Barbarbrat o n'Élrond. Segueix en la mateixa línia exposant que al Senyor dels Anells el mal sembla ser, en certs moments, una força independent, més que no pas l'absència del bé (tot i que no tant independent fins al punt del maniqueisme), i suggereix que els afegits d'Alfred a la traducció de Boeci podrien haver inspirat aquest punt de vista.
Un altre argument interessant és el punt de vista teològic de Stratford Caldecott, amb relació a l'Anell i el què representa. "L'Anell de Poder exemplifica la màgia negra del poder corrupte, l'afirmació d'un mateix en contraposició amb Déu. Semba que dona llibertat, però la seva veritable funció és encadenar al portador a l'Àngel Caigut. Corroeix la voluntat humana del portador, deixant-lo cada vegada més "prim" i irreal; de fet, el seu do de la invisibilitat simbolitza la seva habilitat per destruir tota relació i identitat natural humana. Es podria dir que l'Anell és un pecat per si mateix: temptant i semblant inofensiu al principi, fent-se cada vegada més difícil de deixar i, finalment, corruptor a llarg termini".

### Publicacions

#### Beowulf: El Monstre i els Crítics
Tal com ho va ser en el món de la ficció, Tolkien també va ser un autor destacat en el camp de la crítica literària acadèmica. El seu seminari, de 1936, posteriorment va ser publicat com un article, el qual va revolucionar el tracte que fins aleshores havien donat els crítics literaris al poema èpic anglosaxó Beowulf. Aquest assaig és encara avui dia un dels treballs més influents en l'estudi de la literatura anglosaxona. Beowulf és una de les influències més significants en l'obra literària posterior de Tolkien, amb detalls destacats tant a El hòbbit com al Senyor dels Anells adoptats del poema èpic. Aquesta obra mostra molts dels aspectes de Beowulf que Tolkien troba més inspiradors, destacant el paper dels monstres a la literatura, i particularment el drac que apareix al final del tercer poema:
| « | I en relació al poema, un drac, per més calent que sigui, no fa estiu; i un home podria canviar per un bon drac el què no vendria per un desert. I dracs, dracs de debò, essencials tant per la maquinària com per les idees d'un poema o conte, són realment rars. | » |

#### Llibres per nens i altres obres breus
A més de les seves composicions mitopèiques, Tolkien es va aficionar a inventar històries de fantasia per distreure els seus fills. Cada any escrivia cartes per Nadal, que suposadament redactava el mateix Pare Noel pels fills del matrimoni Tolkien, recreant un seguit d'històries breus (més tard compilades i publicades com Les cartes del Pare Noel). D'altres històries inclouen Mr. Bliss i Roverandom (per nens), i Leaf by Niggle (part de Tree and Leaf), Les aventures de Tom Bombadil, On Fairy-Stories, El ferrer de Wootton Major i Gil, el pagès de Ham. Roverandom i El ferrer de Wootton Major, com El hòbbit, adoptaven idees del seu legendarium.

#### El hòbbit

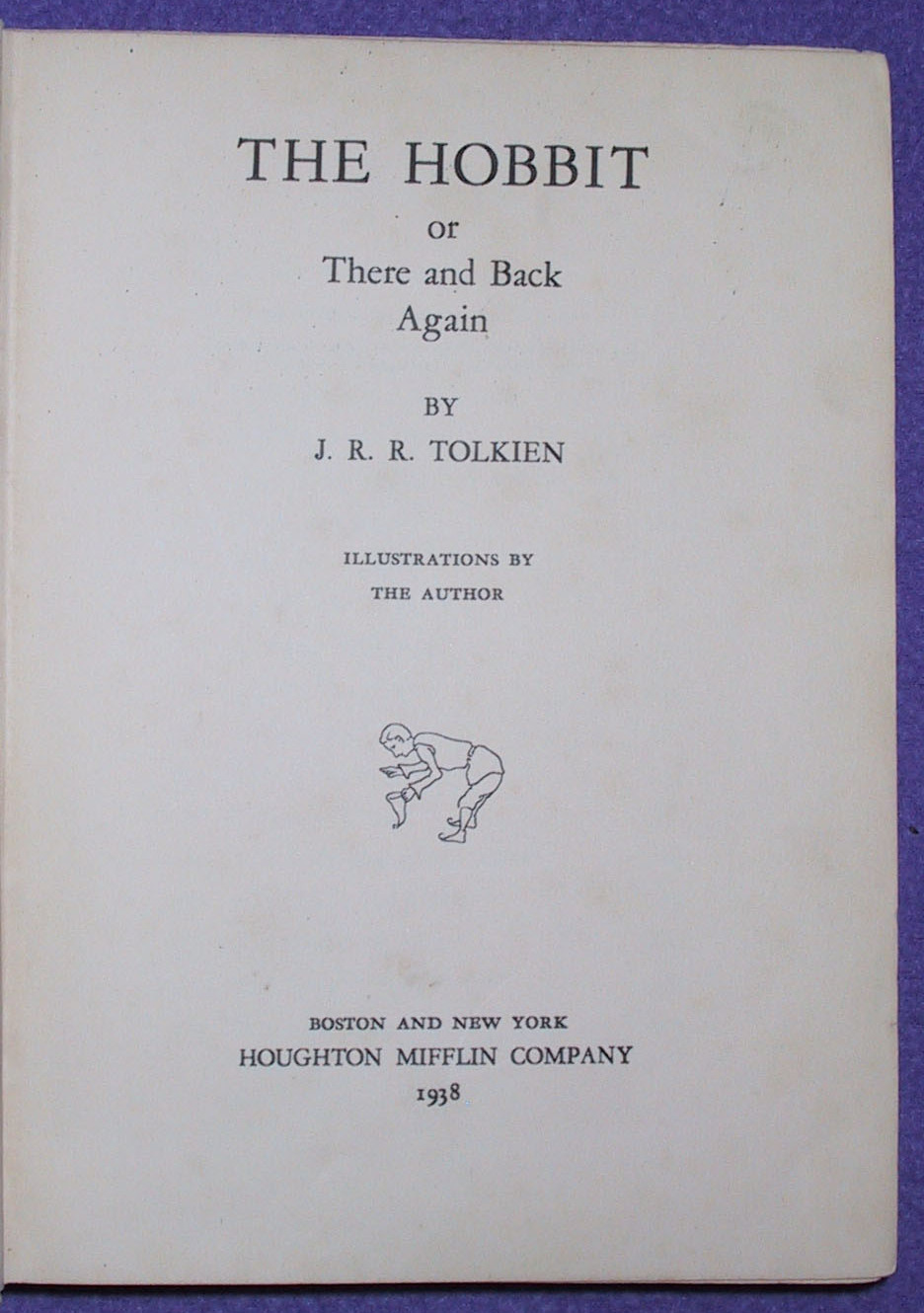
Primera pàgina de l'edició americana de El Hòbbit

Tolkien mai es va imaginar que les seves històries es convertirien en populars, però per casualitat un llibre anomenat El hòbbit (The Hobbit, en anglès), el qual havia escrit uns anys abans pels seus propis fills, va arribar el 1936 a les mans de Susan Dagnall, empleada de l'editorial londinenca George Allen & Unwin, qui va convèncer Tolkien que l'entregués per la seva publicació. Tot i així, quan va ser publicada, un any més tard, el llibre va atreure l'atenció tant d'adults com de nens, convertint-se en una obra prou popular perquè els editors demanessin a Tolkien que publiqués una seqüela.

#### El Senyor dels Anells
La petició per realitzar una seqüela va portar Tolkien a començar la que esdevindria la seva obra més famosa: la novel·la èpica El Senyor dels Anells (originalment publicada en tres volums entre 1954 i 1955). Tolkien va passar més de deu anys escrivint la narració principal i els apèndix per El Senyor dels Anells, temps durant el qual va rebre el suport constant dels Inklings, en particular del seu amic C. S. Lewis, autor de Les Cròniques de Nàrnia. Tant El hòbbit com El Senyor dels Anells se situen en el context del Sil·lmarílion, però en un període posterior.
Tolkien, en un primer moment, va intentar que El Senyor dels Anells tingués un estil literari de conte infantil semblant a El hòbbit, però de seguida es va tornar més fosc i més seriós mentre l'escrivia. Tot i que és una seqüela directa d'El hòbbit, s'adreça a una audiència més gran, submergint-se en l'immens context de Beleríand que Tolkien havia construït durant els anys anteriors, i que posteriorment veuria la publicació pòstuma amb El Silmaríl·lion i d'altres volums. La influència de Tolkien va notar-se principalment en el creixement del gènere de fantasia després de l'èxit d'El Senyor dels Anells.
El Senyor dels Anells es va convertir en immensament popular a partir de la dècada de 1960 i encara ho és en l'actualitat: l'obra ha quedat en les primeres posicions de llistats d'obres més populars del segle xx, tant en nivell de vendes com per enquestes de lectors. En l'enquesta "Big Read", duta a terme el 2003 per la BBC, El Senyors dels Anells va ser la novel·la més estimada del Regne Unit. Els australians van votar El Senyor dels Anells com el millor llibre en una enquesta duta a terme l'any 2004 per la cadena Australian ABC. En una altra enquesta de clients d'Amazon.com feta el 1999, El Senyor dels Anells va ser nomenat el llibre preferit del mil·lenni. El 2002 Tolkien va ser votat com el 92è britanic més important de la història, en una enquesta organitzada per la BBC, i el 2004 el 35è sud-africà més rellevant, convertint-se en l'única persona que apareixia a les dues llistes. La seva popularitat no es limita només al món angloparlant: en una enquesta del 2004 inspirada en el "Big Read" britànic, uns 250.000 alemanys van considerar El Senyor dels Anells com la seva obra literària preferida.

### Publicacions pòstumes

#### El Silmaríl·lion

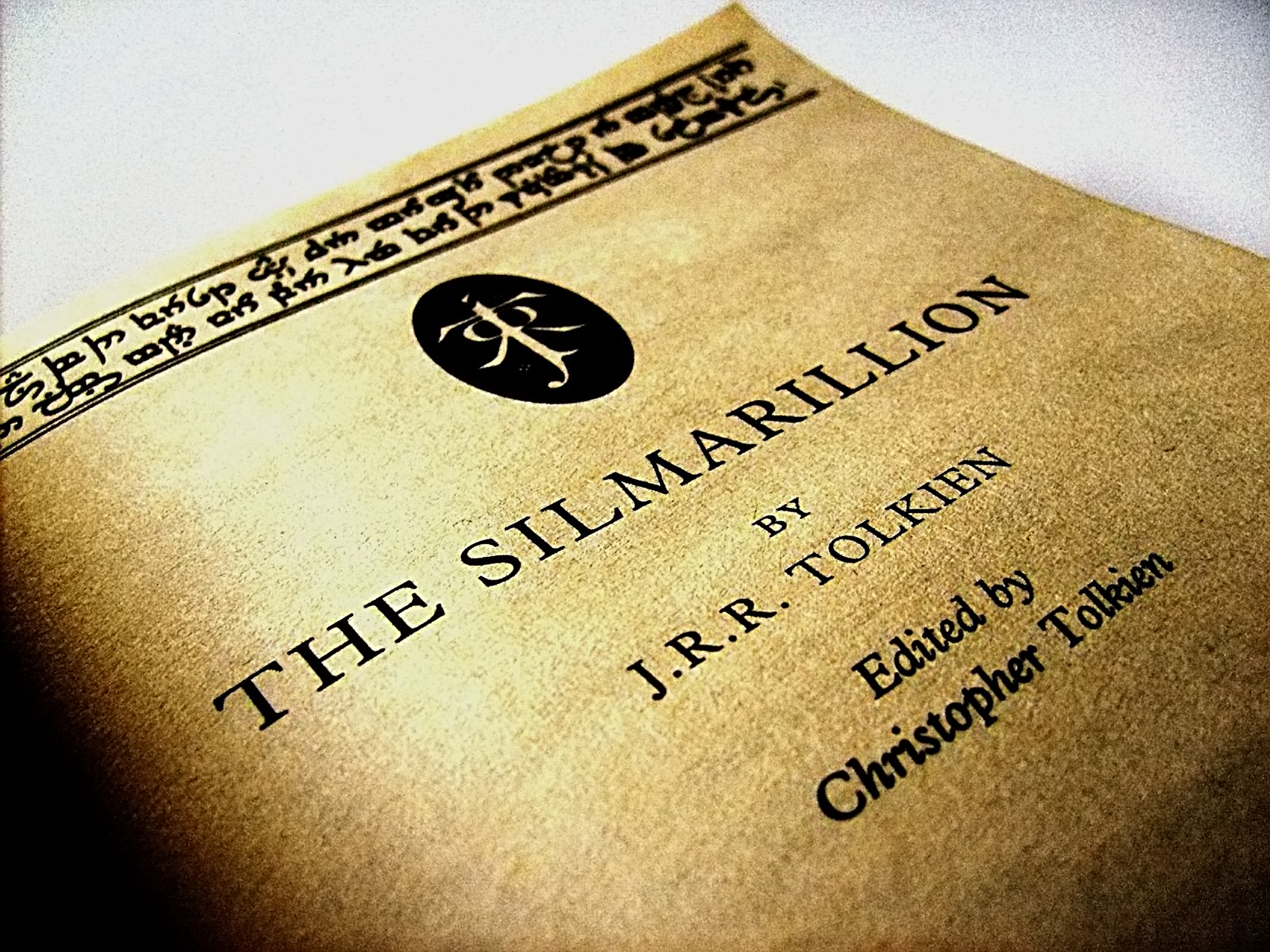
Portada de El Silmaríl·lion

Tolkien va escriure un breu "resum de la mitologia", el qual va incloure els contes de Beren i Lúthien, així com el de Turin; aquella breu producció va acabar desenvolupant-se en el Quenta Silmaríl·lion, una història època que Tolkien va començar tres vegades però que mai va publicar. Tolkien tenia la intenció de publicar-la juntament amb El Senyor dels Anells, però els seus editors (tant Allen & Unwin com Collins) van rebutjar-ho. En aquell moment, a la dècada de 1950, els costos d'impressió eren molt elevats al Regne Unit, motiu pel qual es va haver de publicar El Senyor dels Anells en tres volums. La història d'aquest procés de refer el llibre s'explica en l'obra pòstuma La història de la Terra Mitjana, editada per Christopher Tolkien, un dels seus fills. Des del 1936, aproximadament, Tolkien va començar a ampliar aquest marc per incloure la història de La caiguda de Númenor, la qual estava inspirada en la llegenda de l'Atlàntida.
Tolkien va nomenar al seu fill Christopher com al gestor dels seus drets d'autor, i el fill (juntament amb l'assistència de Guy Gavriel Kay, més tard reconegut com a autor de fantasia per les seves obres), van organitzar part del seu material en un volum individual i coherent, que fou publicat amb el nom de El Silmaríl·lion, el 1977. Va rebre el premi Locus a la millor novel·la de fantasia el 1978.
Les Grans Històries dels Dies de l'Antigor és el conjunt dels tres relats més importants que J. R. R. Tolkien desenvolupà al seu món mitològic (Arda), durant la Primera Edat del Sol o en els Dies de l'Antigor i estan estretament relacionats amb la història dels Silmarils. Els relats són La història d'en Beren i na Lúthien (la història d'amor entre l'elf Lúthien i l'home Beren), La Caiguda de Góndolin (s'hi conten les aventures d'en Tuor fins que no arriba a Góndolin, la seva arribada i vida allí fins a la seva caiguda i posterior fugida de l'heroi i la seva família) i La història dels fills d'en Hurin (s'hi narra el malaurat destí d'en Turin i na Níenor, fills d'en Hurin), també anomenat Narn. Aquestes històries les podem trobar en diversos reculls, tots ells editats després de la mort de Tolkien, pel seu fill Cristopher. Són: El llibre dels contes perduts, Contes inacabats de Númenor i la Terra Mitjana, El Silmaríl·lion i Els fills d'en Hurin.

#### Contes inacabatsiLa història de la Terra Mitjana
El 1980 Christopher Tolkien va publicar una col·lecció de més material fragmentat sota el títol de Contes inacabats de Númenor i la Terra Mitjana. Els anys següents (1983–1996) va publicar encara més material que encara no havia estat editat, juntament amb notes i comentaris extensos, en una sèrie de dotze volums que va titular La història de la Terra Mitjana. Aquí s'hi inclouen relats no acabats, abandonats, alternatius o contradictoris, ja que Tolkien sempre tenia treball en procés, i no era habitual que definís una versió final per cap de les seves històries. No hi ha una consistència absoluta entre El hòbbit i El Senyor dels Anells, els dos treballs més relacionats, perquè Tolkien mai va integrar completament les dues obres entre ells. El 1965 va comentar que, mentre editava El hòbbit per la seva tercera edició, hauria preferit tornar a escriure completament el llibre per canviar l'estil de la prosa.

#### Mr. Bliss
Una de les obres més desconegudes de Tolkien és el conte infantil Mr. Bliss, publicat el 1982. Allí s'hi explica la història de Mr. Bliss i el primer viatge amb el seu nou vehicle a motor. Bliss pateix moltes aventures: trobades amb ossos, veïns enfadats; compradors irats i diverses col·lisions. L'argument s'inspira en la pròpia experiència de Tolkien amb el seu primer cotxe, que va adquirir el 1932. Els ossos s'inspiren en els ossets de peluix propietat dels seus fills. Tolkien va ser tant l'autor com l'il·lustrador del llibre. El va entregar als seus editors com un bàlsam pels lectors que desitjaven més obres seves després d'El hòbbit. No obstant, la quantitat de tinta i les il·lustracions fetes amb llapis de colors haurien fet els costos de producció prohibitívament cars. Tolkien va acceptar refer els dibuixos en un estil més senzill, però després es va adonar que no tenia temps per fer-ho. D'aquesta manera, el llibre no va ser publicat fins al 1982, en un facsímil manuscrit i il·lustrat difícil de llegir, amb una transcripció a màquina a cada pàgina.

#### Els fills d'en Hurin
Més recentment, el 2007, es va publicar Els fills d'en Hurin per part de HarperCollins (al Regne Unit i el Canadà) i Houghton Mifflin (als Estats Units). La novel·la explica la història de Turin Turambar i la seva germana, Nienor, fills de Hurin Thalion. El material va ser compilat per Christopher Tolkien provinent del Silmaríl·lion, dels Contes inacabats, de La història de la Terra Mitjana i de manuscrits no publicats.

#### La llegenda de Sigurd i Gudrún
La llegenda de Sigurd i Gudrún, que es va publicar a escala mundial el 5 de maig de 2009 per HarperCollins i Houghton Mifflin Harcourt, explica de manera diferent la llegenda de Sigurd i la caiguda dels niflungs de la mitologia germànica. Es tracta d'un poema narratiu compost en vers al·literatiu i modelat segons la poesia del Nòrdic antic Elder Edda. Christopher Tolkien va incloure moltes notes i comentaris sobre la tasca del seu pare.
Segons explicava Christopher Tolkien, ja no era possible traçar la data exacte en què el seu pare va compondre la peça. A partir de les evidències circumstancials, era factible que hagués estat escrita durant la dècada de 1930. En el pròleg hi va escriure que "gairebé mai (que jo sàpiga) en va parlar. Pel que se, no puc recordar cap conversa amb ell sobre aquesta obra fins gairebé el final de la seva vida, quan me'n va parlar i va intentar trobar-la, sense èxit." En una carta del 1967 a W.H. Auden, Tolkien va escriure:
| « | Gràcies pel teu esforç en traduir i reorganitzar La cançó de Sibyl. A canvi espero poder-te enviar, si la puc trobar (espero que no s'hagi perdut), una cosa que vaig fer fa molts anys quan intentava aprendre l'art d'escriure poesia al·literativa: un intent d'unificar els versos sobre els Völsungs de l'Elder Edda, escrits en l'antic fornyrðislag estança de vuit línies. | » |

#### The Fall of Arthur
The Fall of Arthur, publicada el 23 de maig de 2013, és un poema narratiu compost per Tolkien a principis de la dècada de 1930. Es tracta d'un poema al·literatiu que arriba fins a gairebé 1.000 línies, imitant el poema anglosaxó Beowulf però escrit en anglès modern. Tot i estar inspirat en la ficció medieval arturiana, el context històric està ambientat en el període de les grans migracions, tant en forma (utilitza el vers germànic) com en contingut, mostrant Artús com un senyor de la guerra britó que lluita contra els invasors saxons, mentre que evita els aspectes alt medievals del cicle artúric (com ara el Greal o l'establiment d'una cort); el poema comença amb la contrainvasió britànica de la vella Saxònia (Arthur eastward in arms purposed, Artús cap a l'est amb motius militars).

#### Beowulf: A Translation and Commentary
Beowulf: A Translation and Commentary, publicat el 22 de maig de 2014, és una traducció en prosa del poema èpic medieval Beowulf de l'anglès antic al modern. Traduit per Tolkien entre el 1920 i el 1926, va ser editat pel seu fill. A la traducció li segueixen unes 200 pàgines de comentaris sobre el poema; aquests comentaris són la base del seminari que Tolkien va fer el 1936 sota el nom "Beowulf: The Monsters and the Critics" i que va tenir un gran èxit. El llibre també inclou l'encara no publicat "Sellic Spell", així com dues versions de "The Lay of Beowulf". El primer és una peça de fantasia sobre els antecedents biogràfics de Beowulf, mentre que el segon és un poema sobre el tema de Beowulf.

#### The Story of Kullervo
The Story of Kullervo, primer publicat a Tolkien Studies el 2010, i reaparegut amb material addicional el 2015, és una nova narració del poema finès del segle xix. Va ser escrit el 1915 mentre Tolkien estudiava a Oxford.

#### Beren i Lúthien
La història de Beren i Lúthien és una de les més antigues i més revisada del legendarium de Tolkien. Aquesta història era una de les tres contingudes al Silmaríl·lion que Tolkien pensava que mereixia la seva pròpia narració en format llarg. El 2017 s'ha de publicar un llibre editat per Christopher Tolkien amb el títol Beren and Lúthien.

### Emplaçament dels manuscrits
Abans de la seva mort, Tolkien va negociar la venda dels manuscrits, esbossos, proves i altres materials relacionats amb les seves obres ja publicades, inclòs El Senyor dels Anells, El hòbbit i Giles, el granger de Ham, amb el Departament de Col·leccions Especials i Arxius Universitaris de la Biblioteca John P. Raynor de la Universitat de Marquette, situada a Milwaukee, Wisconsin. Després de la seva mort, tots els papers relatius a la mitologia del Silmaríl·lion, així com els seus treballs acadèmics, van anar a parar a la Biblioteca Bodleiana de la Universitat d'Oxford.
El 2009, un esborrany parcial de Language and Human Nature, el qual Tolkien havia començat a coescriure juntament amb C.S. Lewis, però que mai van acabar, va ser descobert a la Biblioteca Bodleiana.

## Llengües i filologia

### Carrera lingüística
La carrera acadèmica de Tolkien i la seva producció literària són inseparables, a conseqüència del seu amor per la llengua i la filologia. A la universitat es va especialitzar en filologia anglesa, i el 1915 es va graduar amb el nòrdic antic com a assignatura especial. Va treballar a l'Oxford English Dictionary des del 1918, acreditant-se que va treballar en un bon nombre de paraules començades amb la lletra W, inclosa la paraula walrus (Morsa, en català), amb la qual va tenir molts problemes. El 1920 es va convertir en lector de llengua anglesa a la Universitat de Leeds, on es va atorgar el mèrit de fer créixer el nombre d'estudiants de lingüística de cinc a vint. Va donar classes de vers heroic en anglosaxó, d'història de l'anglès, de textos en anglès antic i anglès mitjà, filologia anglesa mitjana i antiga, introducció a la filologia germànica, llengua gòtica, islandès antic i gal·lès medieval. Quan el 1925, amb trenta-tres anys, Tolkien va sol·licitar la plaça de professor d'anglosaxó al Pembroke College, va exposar que els seus estudiants de filologia germànica a Leeds havien estat formats com un "Club Viking". També tenia un cert, tot i que imperfecte, coneixement de finès.
En privat, Tolkien es va sentir atret per "temes racials i de significat lingüístic", i en el seu seminari de 1955 English and Welsh, el qual és crucial per entendre la seva interpretació de raça i llengua, va exposar les nocions de la "predilecció lingüística inherent", que va anomenar com "llengua nativa", oposada a la "llengua de bressol", que és la primera que s'aprèn a parlar. Tolkien considerava el dialecte de l'anglès mitjà dels West Midlands com la seva pròpia "llengua nativa" i, com va escriure a W. H. Auden el 1955, "Sóc un westmidlander per sang (i vaig saber que coneixia l'anglès mitjà dels West Midlands tal com el vaig veure per primera vegada)."

### Construcció de llengües
En paral·lel a l'obra acadèmica, i de vegades passant per davant de la seva feina, provocant que les seves aportacions acadèmiques fossin molt minces, Tolkien va dedicar-se a l'afició de construir llengües. Les més desenvolupades d'aquestes van ser el quenya i el síndarin, la connexió etimològica de les quals va formar el cor de bona part del legendarium de l'autor anglès. Per Tolkien, la llengua i la gramàtica eren una qüestió d'estètica i eufonia, essent el Quenya, en particular, dissenyat segons consideracions "fonoestètiques"; la intenció era crear un "Elfllatí", i estava basat fonèticament en el llatí, amb ingredients del finès, el gal·lès i el grec. També va dissenyar, a partir del 1945, l'adûnaic o numenòrian, llengua amb un "lleuger regust semític", i que connectava amb la llegenda de l'Atlàntida, la qual, mitjançant The Notion Club Papers, entronca directament amb les seves idees sobre la impossibilitat d'heretar el llenguatge, i que mitjançant la "Segona Edat" i la història i d'Eàrendil va ser afegida al legendarium; així, també va proveir un enllaç entre el "món primari real" del segle xx amb el passat llegendari de la Terra Mitjana.
Tolkien considerava que els llenguatges eren inseparables de la mitologia que tenien associada, motiu pel qual tenia una mala opinió de les llengües auxiliars: el 1939, en un congrés d'esperantistes, va realitzar un seminari titulat A Secret Vice, on deia que "la vostra llengua construïda acabarà creant una mitologia", però el 1956 ja va concloure que "el volapük, l'esperanto, l'ido, el novial, etc., han mort, més morts que no pas les llengües en desús, perquè els seus autors mai van inventar llegendes esperantistes".
La popularitat dels llibres de Tolkien ha tingut un cert efecte, en l'ús de les llengües a la literatura fantàstica en particular, però també en diccionaris, els quals actualment accepten l'ortografia idiosincràtica de Tolkien en paraules com dwarves i dwarvish (juntament amb dwarfs i dwarfish) que en català significa nans, que havien estat gairebé en desús des del segle xix. (De fet, segons Tolkien, si el plural de l'anglès antic hagués sobreviscut, hauria estat dwarrows o dwerrows.) També va adoptar la paraula eucatastrophe (eucatàstrofe, en català), tot i que principalment només s'utilitza en connexió amb les seves pròpies obres.

## Llegat

### Adaptacions
En una carta del 1951 dirigida a Milton Waldman, Tolkien escrivia sobre les seves intencions de crear una "espècie de llegenda més o menys connectada", en el qual "els cicles haurien d'estar lligats a un tot majestàtic, però deixar espai per altres ments i mans, afegint colors i música i drama". Les mans i les ments de molts artistes, de fet, s'han inspirat en les llegendes de Tolkien. Persones que ell coneixia personalment, com ara Pauline Baynes (l'il·lustradora preferida de Tolkien de Les aventures de Tom Bombadil i Gil, el pagès de Ham) o Donald Swann (qui va posar música a The Road Goes Ever On). La reina Margarida II de Dinamarca va fer il·lustracions de l'obra El Senyor dels Anells a principis de la dècada de 1970, que després va enviar al mateix Tolkien. L'autor sud-africà va quedar impactat per la semblança que tenien amb els seus propis dibuixos.
No obstant, Tolkien no estava orgullós de totes les representacions que es van fer de les seves obres al llarg dels anys, i en certs casos les va desaprovar completament. El 1946 va rebutjar les il·lustracions que Horus Engels va realitzar per l'edició en alemany d'El Hobbit al considerar-les "massa disneyficades... Bilbo amb un nas ganxut i en Gàndalf com una vulgar figura divertida, en lloc del mag odínic en què penso jo".
Tolkien era escèptic amb l'afició emergent que hi havia per la seva obra als Estats Units, i el 1954 va rebutjar propostes per crear una línia de jaquetes, coincidint amb la publicació de l'edició estatunidenca d'El Senyor dels Anells:
| « | Gràcies per enviar-me els 'blurbs' projectats, que retorno. Els americans no estan, per norma, disposats a rebre crítiques o ésser corregits; però crec que el seu esforç és tant pobre que em veig impedit a fer cap esforç per millorar-ho. | » |

També va rebutjar la representació teatral del gènere fantàstic en el seu assaig "On Fairy-Stories", presentat per primer cop el 1939:
| « | En l'art humà la fantasia que s'explica millor amb paraules, amb la veritable literatura. ... El teatre és, per naturalesa, hostil a la fantasia. La fantasia, fins i tot en la seva versió més senzilla, és molt difícil que tingui èxit al teatre, només quan es presenta com hauria de ser, interpretada visiblement i audiblement. | » |

#### Adaptacions cinematogràfiques
L'investigador en Tolkien James Dunning va encunyar el terme Tollywood, concepte derivat de "Tolkien Hollywood", per descriure els intents per crear una adaptació cinematogràfica de les històries del llegendari tolkenià, amb l'objectiu d'aconseguir uns bons resultats en taquilla, més que no pas en la fidelitat amb la idea original.
Quan va rebre un guió per una adaptació cinematogràfica d'El Senyor dels Anells, escrita per Grady Zimmerman, Tolkien va escriure:
| « | M'agradaria demanar-li que fes l'esforç d'imaginació suficient per entendre la irritació (i en aquest cas el ressentiment) s'un autor que descobreix, a mesura que procedeix a llegir, que la seva obra és tractada sense compte en general, en llocs sense sentit, i sense cap senyal evident de cap apreciació pel què tracta. | » |

Tolkien va seguir criticant el guió escena a escena ("encara una altra escena de crits i ganivetades sense sentit"). No estava explícitament en contra d'una adaptació dramàtica, no obstant, i va vendre els drets per fer una pel·lícula, una obra de teatre i tot el marxandatge d'El Hobbit i El Senyor dels Anells a United Artists el 1968. United Artists mai va fer cap pel·lícula, tot i que el director John Boorman va planificar-ne una a principis de la dècada de 1970. El 1976 els drets van ser venuts a Tolkien Enterprises, una divisió de l'empresa de Saul Zaentz, que va publicar una primera adaptació del Senyor dels Anells el 1978, una pel·lícula animada per rotoscòpia dirigida per Ralph Bakshi i amb guió de l'escriptor de fantasia Peter S. Beagle. L'argument només cobria la primera meitat de la història del llibre original. El 1977 es va estrenar una adaptació animada musical per televisió d''El hòbbit, realitzada per Rankin-Bass, i el 1980 també van produir una pel·lícula per televisió anomenada El retorn del Rei, la qual cobria algunes de les parts d'El Senyor dels Anells que no havia completat Bakshi.
Entre el 2001 i el 2003, New Line Cinema va publicar El Senyor dels Anells en forma de trilogia cinematogràfica, filmada a Nova Zelanda i dirigida per Peter Jackson. La sèrie, que es compon de La Germandat de l'Anell (2001), Les dues torres (2002) i El retorn del rei (2003) va ser un gran èxit, tant a nivell comercial com audiovisual, aconseguint nombrosos premis Oscar, entre d'altres premis. Entre 2012 i 2014, Warner Bros. i New Line Cinema van publicar El hòbbit, una segona trilogia cinematogràfica, aquest cop basada en l'obra homònima de Tolkien, i amb Peter Jackson com a productor executiu, director i coguionista.

#### Televisió
El 13 de novembre de 2017 es va anunciar que l'empresa Amazon havia adquirit els drets globals per televisió d'El Senyor dels Anells per realitzar una sèrie de televisió. Aquesta sèrie no seria una adaptació directa dels llibres, sinó que introduiria noves històries ambientades abans de la trama principal de La Comunitat del Anell. La roda de premsa on es va anunciar parlava d'"històries prèvies no explorades basades en textos originals de J.R.R. Tolkien". Amazon en serà la productora, juntament amb Tolkien Estate, The Tolkien Trust, HarperCollins i New Line Cinema.

### Memorials
Tolkien, així com els personatges i els emplaçaments de les seves obres, han estat escollits per batejar el nom de diverses coses a tot el món. En aquest apartat s'hi inclouen carrers, muntanyes, empreses, espècies d'animals i plantes, així com d'altres objectes destacats.
Per convenció, algunes característiques de la lluna Tità del planeta Saturn porten el nom d'elements de la Terra Mitjana. Els colles (petits turons o pujols) porten el nom de personatges, mentre que els montes (muntanyes) porten el nom de muntanyes de la Terra mitjana. També hi ha asteroides que porten el nom de Bilbo Saquet, així com el del propi Tolkien.
Tres muntanyes de les Cadwallader, a la Colúmbia Britànica (Canadà) han estat batejades a partir de personatges de Tolkien: el mont Shadowfax, el mont Gandalf i el mont Aragorn. L'1 de desembre de 2012 es va anunciar, en una conferència de premsa celebrada a Nova Zelanda, que la New Zealand Geographic Board realitzaria una consulta per batejar una muntanya propera a Milford Sound amb el nom de Tolkien, per raons històriques i literàries, i per celebrar el 121è aniversari de l'escriptor sud-africà.
La "Tolkien Road" (carretera de Tolkien) d'Eastbourne, a East Sussex, rebé el seu nom per Tolkien, mentre que la "Tolkien Way", situada a Stoke-on-Trent, rebé el seu nom del fill primogènit de l'escriptor, el pare John Francis Tolkien, sacerdot responsable de la veïna Església Catòlica Romana de la Nostra Senyora dels Àngels i Sant Pere Encadenat (Roman Catholic Church of Our Lady of the Angels and St. Peter in Chains). A les àrees de Hall Green i Moseley, a la ciutat de Birmingham, hi ha diversos parcs i avingudes dedicats a J.R.R. Tolkien, entre les quals destaquen la Millstream Way i el Moseley Bog. Col·lectivament, aquests parcs es coneixen com the Shire Country Parks (els parcs de La Comarca). A Weston-super-Mare, Somerset, hi ha un conjunt de carreteres situades a 'Weston Village' que van ser batejades amb el nom d'emplaçaments de la Terra Mitjana: Hobbiton Road, Bree Close, Arnor Close, Rivendell, Westmarch Way i Buckland Green.
A la ciutat neerlandesa de Geldrop, prop d'Eindhoven, els carrers d'un barri construït de zero van rebre el nom del propi Tolkien ("Laan van Tolkien") i d'alguns dels seus personatges més coneguts dels llibres.
A les ciutats de Silicon Valley de Saratoga i San Jose, a Califòrnia, hi ha dos complexes urbanístics que tenen carrers batejats amb noms provinents de les obres de Tolkien. També es poden trobar dotze carrers amb noms derivats de les seves obres a la ciutat de Lake Forest. El barri de Hobbit's Glen, a Columbia (Maryland), així com els seus carrers (entre els quals destaquen Rivendell Lane, Tooks Way i Oakenshield Circle) també provenen de les obres de Tolkien.
En el camp de la taxonomia, al voltant de 80 taxa (gènere i espècies) han rebut noms científics que honoren o deriven de personatges i altres elements ficticis provinents d'El Hòbbit i d'El Senyor dels Anells, a més d'altres obres ambientades a la Terra Mitjana. Diverses taxa han rebut el seu nom de part del personatge Gòl·lum (també conegut com a Sméagol), així com de diversos hòbbits, les petites criatures semblants als humans com en Bilbo i en Frodo. Diversos elfs, nans i d'altres criatures que apareixen a les obres de Tolkien, així com l'escriptor mateix, també han estat honorats en els noms de diverses espècies, com ara l'amfípode Leucothoe tolkieni, o la vespa Shireplitis tolkieni. El 2004, l'homínid extint Homo floresiensis va ser descrit, i aviat es va guanyar el sobrenom, de "hòbbit", principalment a conseqüència de la seva petita envergadura. El 1978, el paleontòleg Leigh Van Valen va batejar unes 20 taxa de mamífers extingits a partir de l'obra de Tolkien mitjançant una única publicació. El 1999, l'entomòleg Lauri Kaila va descriure 48 noves espècies d'arnes elachistidae i en va batejar 37 a partir de la mitologia de Tolkien. S'ha destacat que a Tolkien se l'ha commemorat en el món de la taxonomia com no s'ha fet amb cap altre autor.
Des del 2003, The Tolkien Society ha organitzat el Tolkien Reading Day (Dia de la lectura de Tolkien), que es realitza el 25 de març en escoles de tot el món.

### Plaques commemoratives

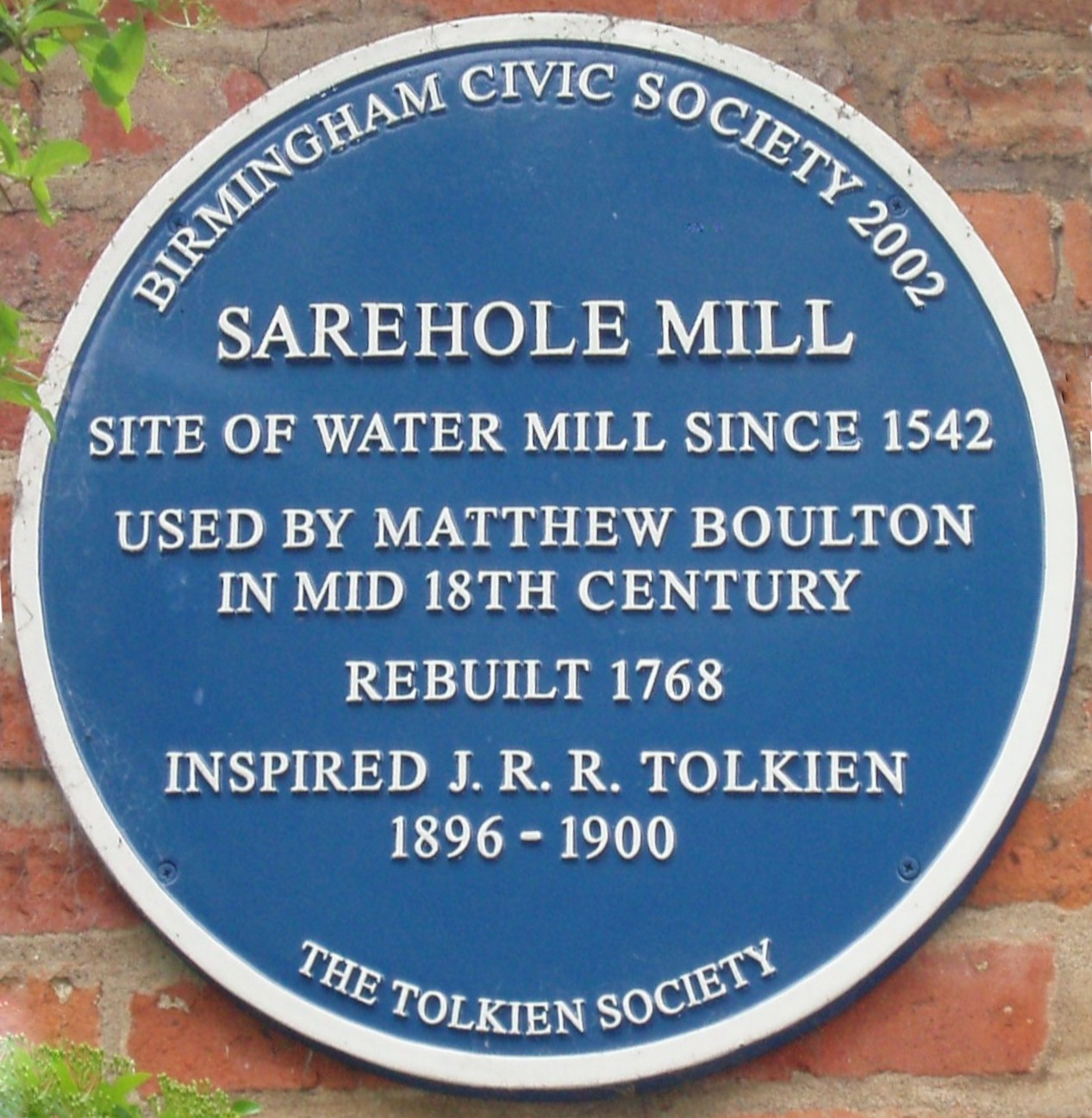
Placa blava a Sarehole Mill

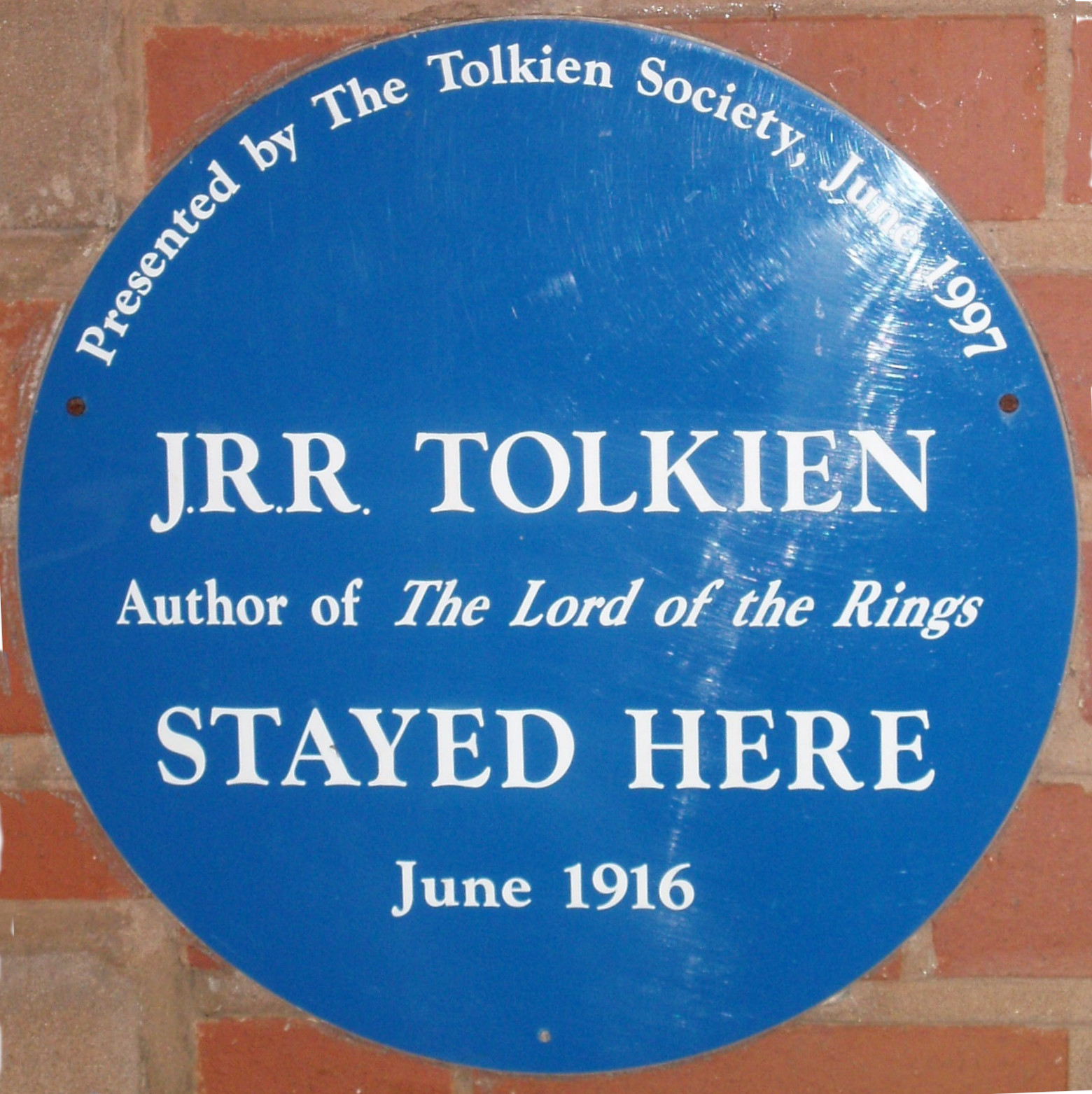
Placa blava The Plough and Harrow

Hi ha set plaques blaves a Anglaterra que commemoren emplaçaments associats amb Tolkien: una a Oxford, una a Bournemouth, quatre a Birmingham i una a Leeds. Una de les plaques de Birmingham commemora la inspiració que va suposar Sarehole Mill, prop d'on Tolkien va viure entre els quatre i els vuit anys, mentre que dues de les plaques indiquen les cases on va viure abans de marxar a la Universitat d'Oxford; la darrera es troba a l'hotel on va establir-se abans de marxar a França per combatre a la Primera Guerra Mundial. La placa situada a West Park, Leeds, commemora els cinc anys en què Tolkien va ser lector, primer, i professor de llengua anglesa a la universitat. La placa d'Oxford commemora la residència on Tolkien va escriure El hòbbit i bona part d'El Senyor dels Anells.
| Direcció                                         | Commemoració                                                        | Data                                     | Patró                                          |
| ------------------------------------------------ | ------------------------------------------------------------------- | ---------------------------------------- | ---------------------------------------------- |
| Sarehole Mill, Hall Green, Birmingham            | "Inspiració" 1896–1900 (i.e. vivia a prop)                          | 15 d'agost de 2002                       | Birmingham Civic Society i The Tolkien Society |
| 1 Duchess Place, Ladywood, Birmingham            | Hi va viure a prop 1902–1910                                        | Desconegut                               | Birmingham Civic Society                       |
| 4 Highfield Road, Edgbaston, Birmingham          | Va viure aquí 1910–1911                                             | Desconegut                               | Birmingham Civic Society i The Tolkien Society |
| Plough and Harrow, Hagley Road, Birmingham       | Hi va ser hoste el juny de 1916                                     | Juny de 1997                             | The Tolkien Society                            |
| 2 Darnley Road, West Park (Leeds)                | Primer nomenament acadèmic, Leeds                                   | 1 d'octubre de 2012                      | The Tolkien Society i el Leeds Civic Trust     |
| 20 Northmoor Road, North Oxford                  | Va viure aquí 1930–1947                                             | 3 de desembre de 2002                    | Oxfordshire Blue Plaques Board                 |
| Hotel Miramar, East Overcliff Drive, Bournemouth | Va hostatjar-s'hi regularment des de la dècada de 1950 fins al 1972 | 10 de juny de 1992 per Priscilla Tolkien | Borough of Bournemouth                         |

Hi ha dues plaques més que assenyalen edificis associats amb Tolkien:-
- Una residència de Harrogate on Tolkien va estar ingressat per febre de les trinxeres el 1917.[210]
- Al 76 de Sandfield Road, Headington, Oxford, casa seva entre el 1953 i el 1968.[211]

### Obres d'art
El 2012, Tolkien es podia trobar entre les icones culturals britàniques seleccionades per l'artista Sir Peter Blake que apareixien en una nova versió de la seva obra d'art més famosa, la portada de l'álbum dels 'Beatles' Sgt. Pepper's Lonely Hearts Club Band, on commemorava les figures culturals britàniques que més admirava.

### Autògrafs
A diferència de la majoria dels autors del seu gènere, Tolkien mai va mostrar-se interessat en signar les seves obres. Com a conseqüència de la seva popularitat, tanmateix, les còpies signades a ma de les seves cartes o de les primeres edicions dels seus manuscrits han arribat a preus exorbitants en subhastes; a més, també n'han aparegut còpies falses al mercat. En particular, s'ha publicat que es va vendre per 85.000 dòlars una primera edició en tapa dura d'El hòbbit signada. Les col·leccions particulars de material relacionat amb l'autor també inclouen llibres de no ficció i anotacions manuscrites de la pròpia biblioteca privada de Tolkien.